# Крим
Крим (крим. Qırım, Къырым), Кри́мський піво́стрів (крим. Qırım yarımadası, Къырым ярымадасы), раніше Таврія,  Газарія — півострів між північною частиною Чорного моря і західною частиною Азовського моря. Розташований на півдні України, охоплює Автономну Республіку Крим, Севастополь і частково південь Херсонської області (північ Арабатської стрілки); більша частина півострова (АР Крим та Севастополь) з кінця лютого 2014 року захоплена й окупована російськими регулярними військовими частинами, а також анексована Російською Федерацією.
Окупація півострова міжнародно не визнана та визначається як акт незаконної анексії внаслідок збройної агресії Росії. АР Крим та Севастополь мають міжнародно-правовий статус територій України, тимчасово окупованих Росією. На незаконно анексованій території Криму російська влада утворила так звані «суб'єкти Російської Федерації» «Республіка Крим» і «місто федерального значення Севастополь». У 2014–2015 роках установлено систему міжнародних санкцій за будь-яке визнання Криму частиною Росії та спроби легалізації незаконної окупації півострова.

## Назва

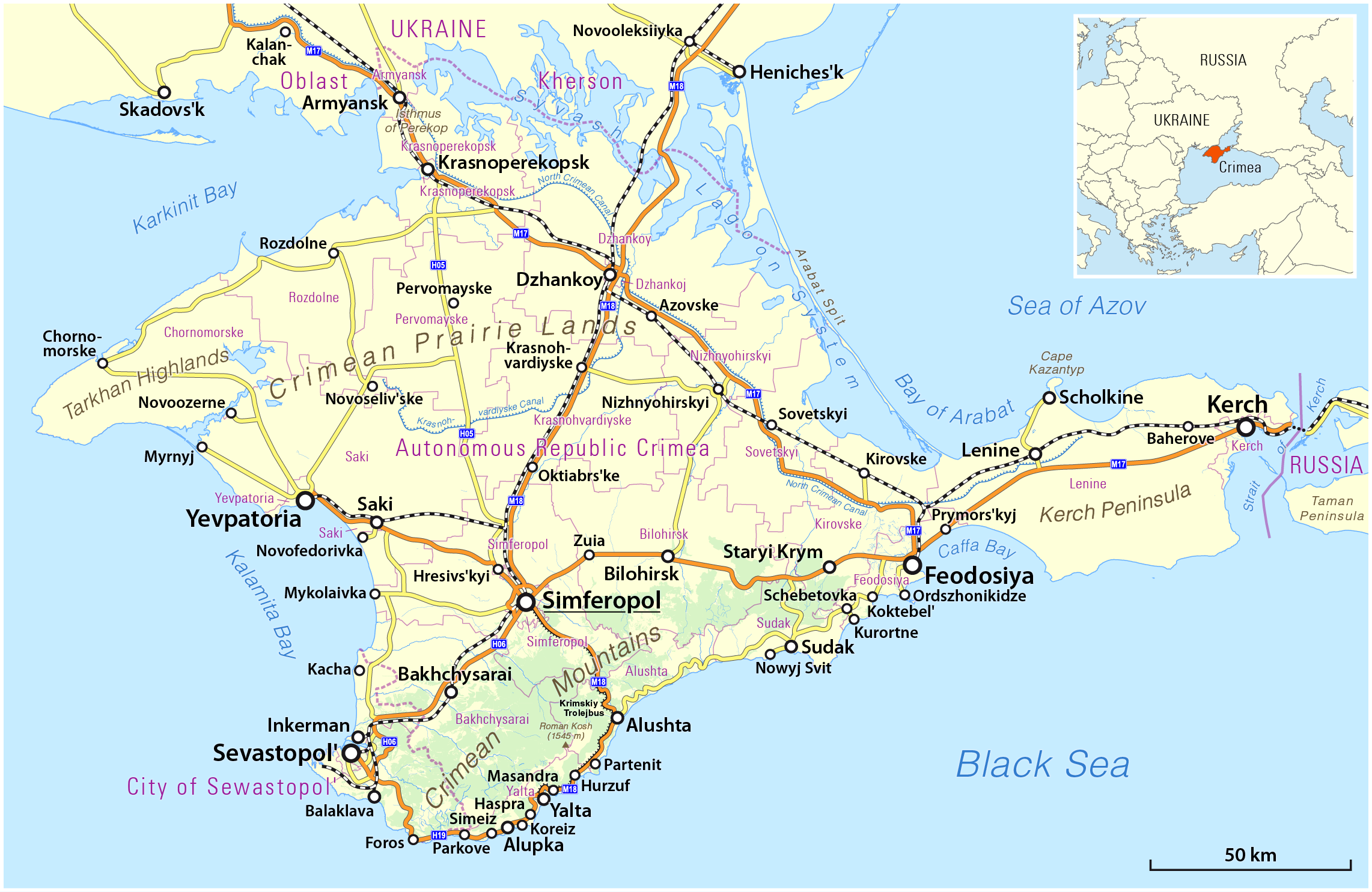
Мапа Криму

З античних часів за півостровом закріпилася назва Таврика (грец. Ταυρικῆ), яка походить від імені найдавніших племен таврів, що населяли південну частину Криму. Сучасна назва «Крим» стала поширеною тільки після XIII століття, імовірно за назвою міста «Кирим», яке було резиденцією намісника хана Золотої Орди. Можливо також, що назва «Крим» походить від Перекопського перешийка (слово «Перекоп» — згідно академічного тлумачного словника це рів, канава впоперек чого-небудь; розділене щось на частини ровом, канавою тощо). У нотатках Плінія Старшого I століття докладно описується Перекоп і Перекопський перешийок під ім'ям Тафрос (у перекладі з давньогрецької — перекоп), згадується фортеця з великим захисним валом. У часи існування генуезьких колоній Криму (1266—1475), зважаючи на значну кількість вірмен, які становили у 1400 році 2/3 кількості всіх жителів володінь Генуезької республіки в Криму, півострів у деяких джерелах того часу стали називати Морською Вірменією (Armenia Maritime) або Великою Вірменією (Armenia Magna).
Етимологія слова «Кирим» неясна, і існує кілька версій його походження:
- Від давньотюркського слова *qurum («захист, оборона»)[17]
- Від західно-кипчацького (половецького) qırım — «мій пагорб» (qır — пагорб, височина; -ım — афікс приналежності I особи однини)
- Від тюркського qırım — рів[18]
- Від чагатайського qırım — яма, траншея[19]
- Від давньогрецького κρημνοί (кремній, «скелі»)[20]

## Основні відомості

### Географія

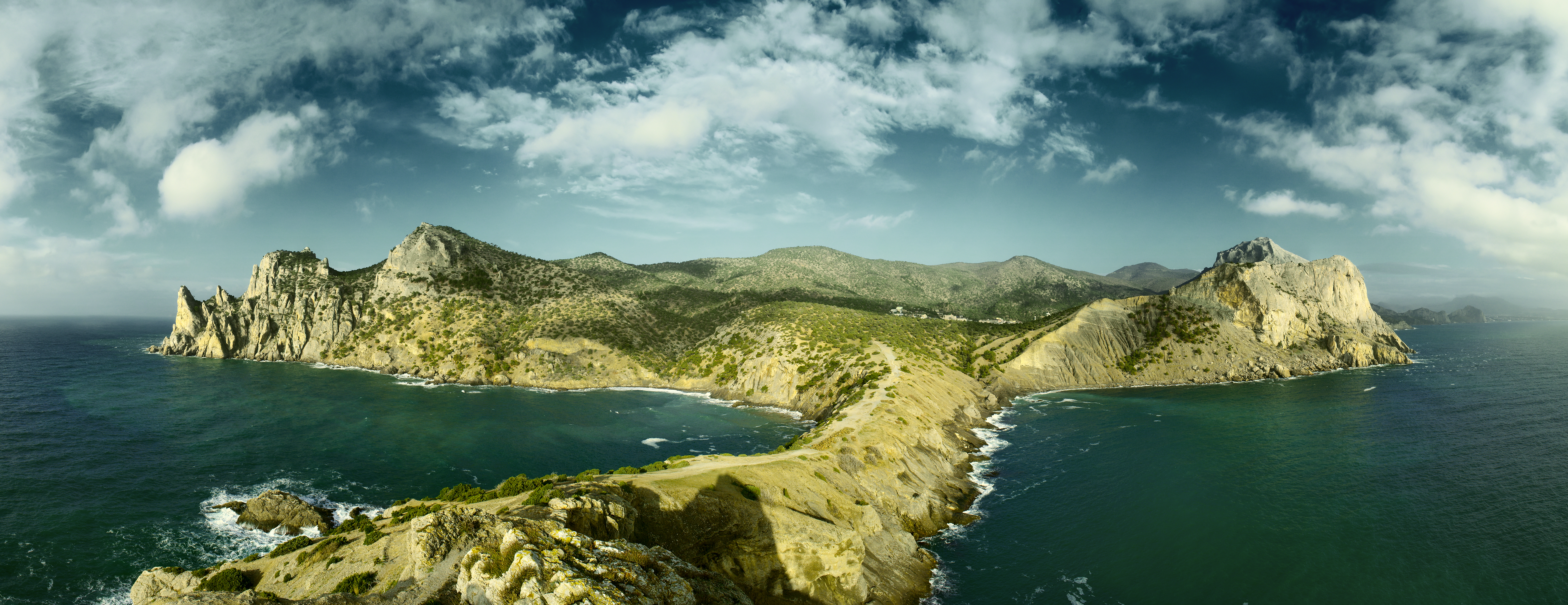
Ботанічний заказник між Новим Світом і Судаком

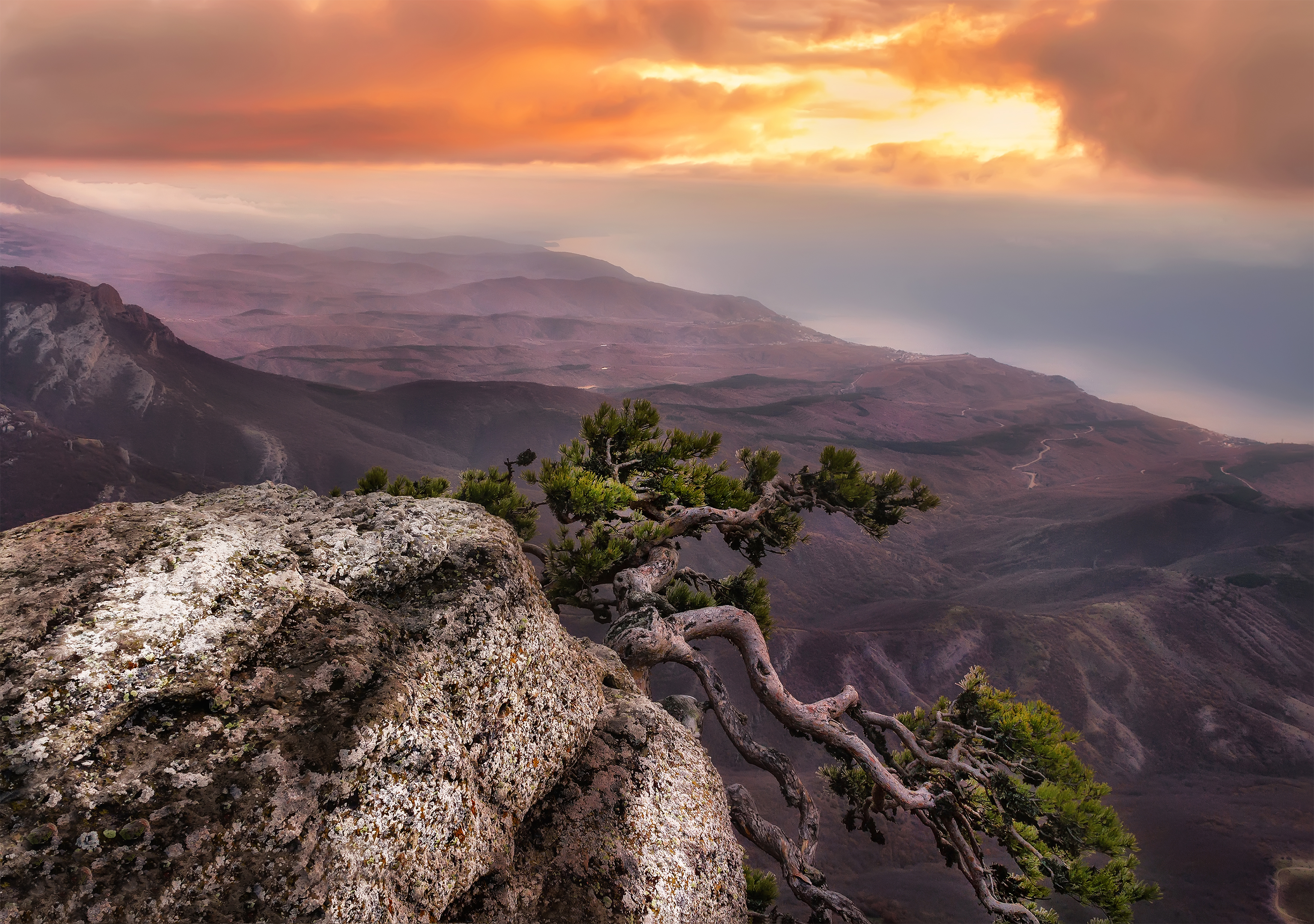
Урочище «Демерджі», Алушта

Глибоко вдається в Чорне море, зі сходу омивається Азовським морем. Розміри із заходу на схід (між мисами Прибійний та Фонар) — 324 км, з півночі на південь (від Перекопського перешийка до мису Сарич) — 207 км. Площа близько 26 860 км². Береги акумулятивні вирівняні. Протяжність берегової лінії понад 1000 км. Найбільші затоки на узбережжі Чорного моря: Каркінітська, Каламітська, Феодосійська. На узбережжі Азовського моря: Сиваш, Казантипська та Арабатська. На сході Криму Керченський півострів, на заході — Тарханкутський півострів. За характером рельєфу поділяється на 2 частини: платформно-рівнинну (70 % території) та складчасто-гірську. На півдні Криму — Кримські гори з найвищою вершиною г. Роман-Кошем — 1545 м;
Клімат північної частини помірно континентальний, на Південному березі — субтропічний, середземноморського типу. Середні температури січня від 1 °C на півночі до 4 °C на півдні, липня 24 °C. Опадів від 300—500 мм на рік на півночі до 1000—1200 мм у горах. Гора Ай-Петрі — найвітряніше місце в Україні, вітер зі швидкістю понад 15 м/с тут може дути понад 125 днів на рік (1949 рік). Найбільша швидкість вітру була зафіксована 1947 року (50 м/с). Водоспад Учан-Су, з висотою понад 98 м — найвищий водоспад в Україні. У Криму можуть рости цитрусові культури, наприклад, юзу.
Територією Криму протікають 257 річок (найбільші — Салгир, Альма). У Криму є понад 50 солоних озер, а серед них: Сасик, Сакське тощо.
На півострові розташовані Ялтинський гірсько-лісовий заповідник, Кримський природний заповідник, Карадазький заповідник та заповідник Мис Мартьян, заказники та пам'ятки природи.
У Криму багаті та різноманітні ресурси для лікування, відпочинку й туризму. Південний берег Криму — найтепліше місце в Україні, та 8 кліматична USDA зона за класифікацією Міністерства сільського господарства США.
Найбільші міста: Севастополь, Сімферополь, Керч і Євпаторія.

### Геологія
Територія Криму розташована в зоні зчленування центральної частини Скіфської плити із зоною Альпійської геосинклінальної складчастої області і в її геологічній будові виділяється кілька великих районів. Північна частина півострова Крим розташована в зоні Причорноморської платформної западини (Сивасько-Каркинітський прогин), на південь від якої знаходиться складчастий фундамент Скіфської плити (Кримсько-Азовська центральна частина плити епігерцинського віку), що посідає центральну частину півострова. Південну частину Криму посідає Гірсько-Кримська складчаста область.

### Клімат
Крим, попри відносно невелику територію, відрізняється різноманітним кліматом. Клімат Криму ділиться на три підзони:
- Степовий Крим (більша частина Криму, північ, захід і центр Криму).
- Кримські гори
- Південний берег Криму

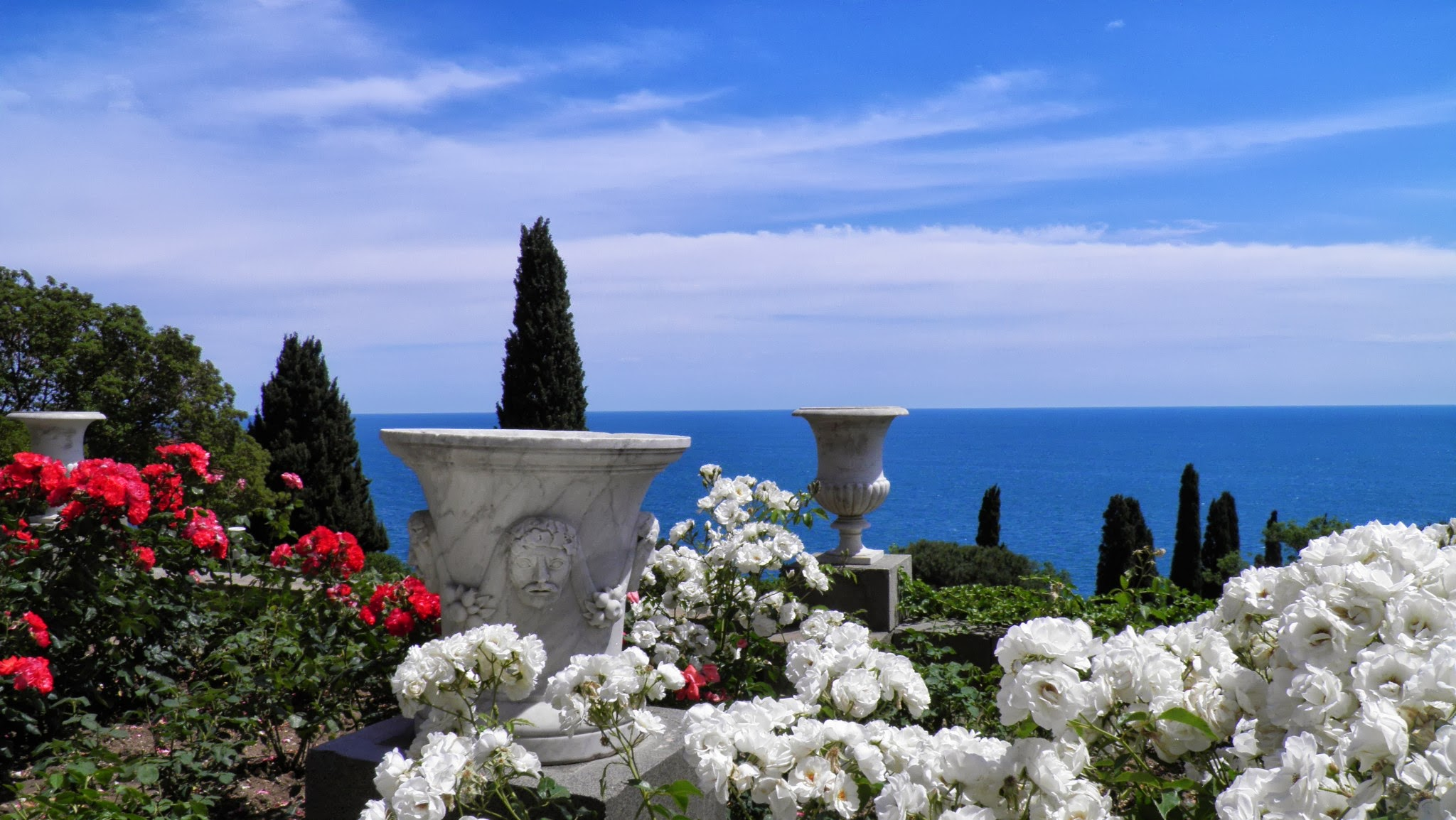
Алупкинський парк

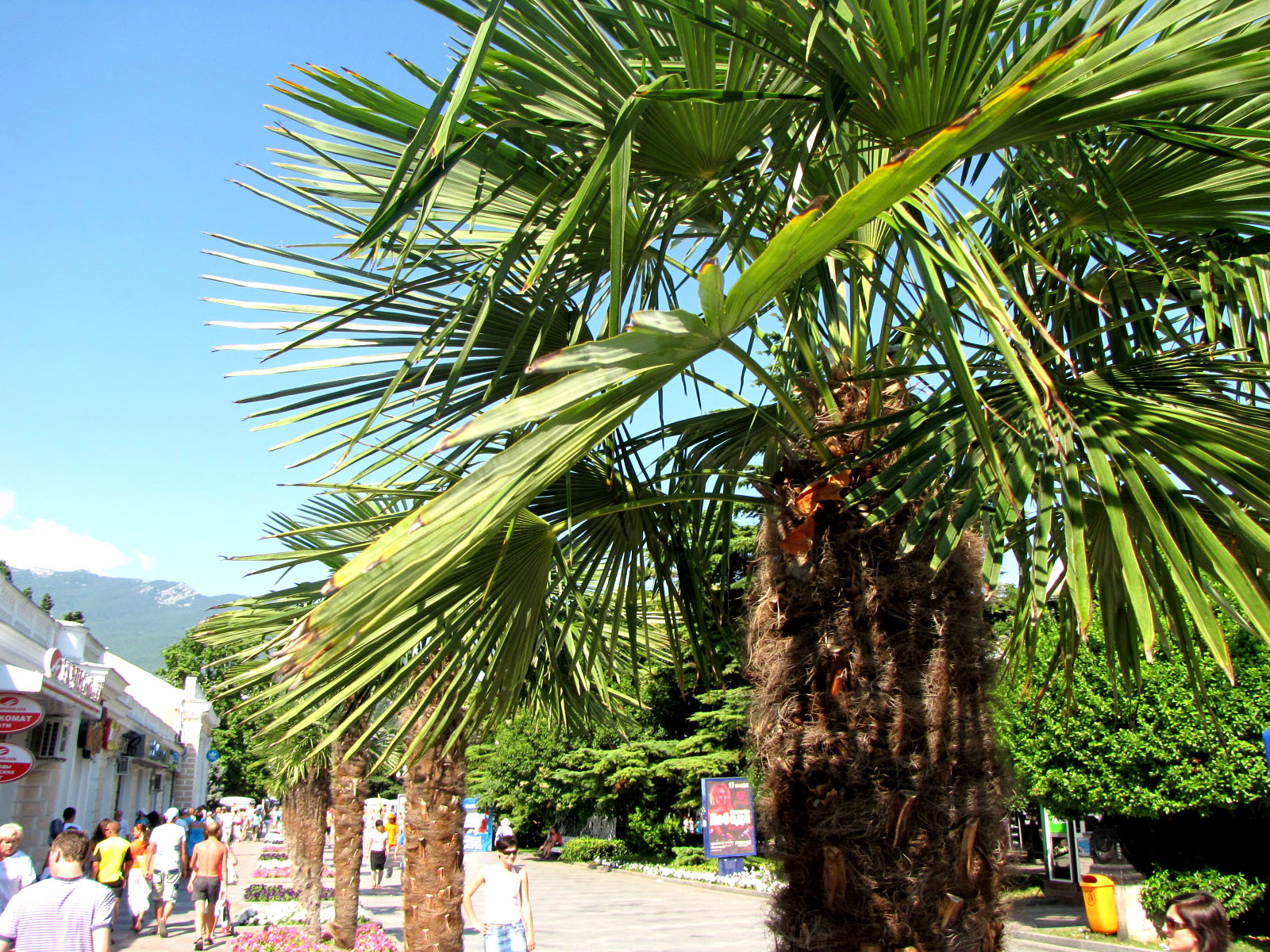
Пальми на набережній в Ялті

Клімат північної частини помірно-континентальний, на південному березі — з рисами, схожими на субтропічний. Середня температура січня від −1… −3 °C на півночі степової зони до +1… −1 °C на півдні степової зони, на Південному березі Криму від +2…+6 °C. Середня температура липня і серпня ПБК і східної частини Криму: Керчі і Феодосії +23…+27 °C. Опадів від 300—400 мм на рік на півночі, до 1000—2000 мм в горах.
Влітку (у другій половині липня) в степовій частині Криму денна температура повітря досягає +35…+37 °C в тіні, вночі до +23…+25 °C. Клімат переважно сухий, переважають сезонні суховії. Чорне море влітку прогрівається до +27 °С. Азовське море прогрівається до +28 °С.
Степова частина Криму лежить у степовій зоні помірного клімату. Ця частина Криму відрізняється тривалим посушливим і дуже жарким літом і м'якою, малосніжною зимою з частими відлигами і дуже мінливою погодою. Для Кримських гір характерний гірський тип клімату з вираженою поясністю за висотою. Літо також дуже спекотне та сухе, зима ж волога і м'яка. Для Південного берега Криму характерний субсередземноморський клімат. Сніговий покрив буває лише тимчасовий, встановлюється в середньому раз на 7 років, морози тільки при проходженні арктичного антициклону. Максимум опадів проходить зимою, літо переважно сухе.

### Гідрологія
Головний вододіл Криму проходить у Кримських горах. Тут бере початок більшість річок півострова. Загальний стік річок Криму становить 773,5 млн м3. Щільність річкової мережі — 0,2 км/км2. Північна частина півострову посушлива, практично без власних джерел прісної води — для вирішення проблем з водопостачання Криму та грандіозних планів введення там практики сільського господарства та додаткового зрошення півдня Херсонської області у 1961—1971 роках за кошти УРСР був побудований Північно-Кримський канал по якому до окупації Україна забезпечувала до 85 % потреб Криму в прісній воді.

### Природні ресурси
Курортно-рекреаційний потенціал Криму обумовлюється різноманітністю природних ландшафтів — від степових на півночі до покритих лісами Кримських гір у південній частині. Багатство Криму — це його клімат, для якого характерно достаток сонця, тепла та світла.
У надрах Кримського півострова містяться промислові родовища багатьох корисних копалин, але найбільше значення мають залізні руди, родовища будівельних і флюсових вапняків, соляні багатства Сиваша і озер, а також родовища газу в рівнинному Криму та у Каркінітській затоці.

### Сейсмічність
- 63 до н. е. (Понтійське)
- 292
- 480 (у вересні-жовтні)
- 1341
- 1471
- 1790
- 1793
- 1802 — 6 балів
- 1838
- 30 вересня 1869 (біля Фороса)
- 13 липня 1875 — 7—8 балів
- 1902
- 18 травня 1908
- 24 жовтня 1908 — 5—6 балів
- 26 грудня 1919
- 1927 (26 червня і в ніч з 11 на 12 вересня 1927 року)
- 1980 (в с. Мускатному)

## Населення

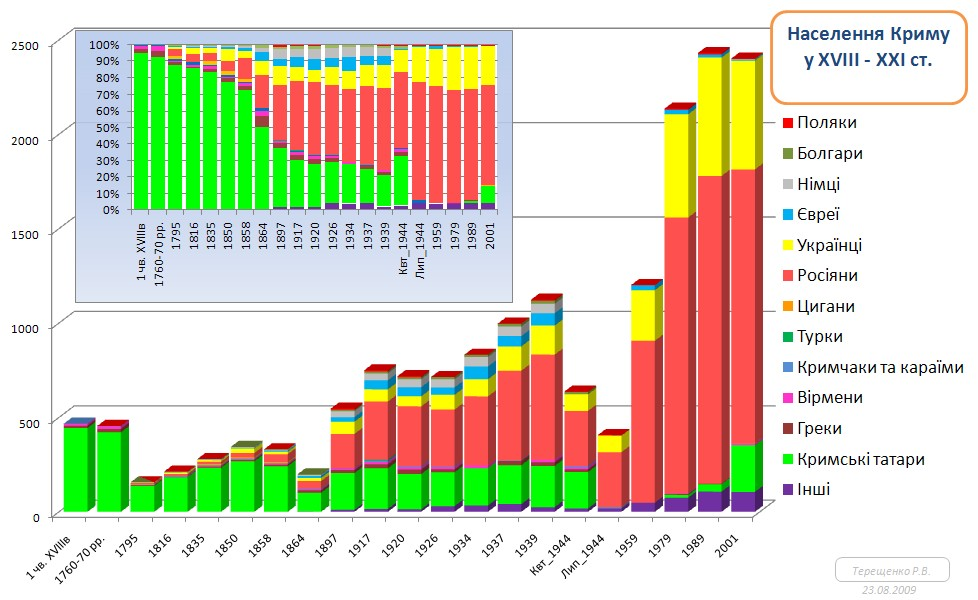
Населення Криму за останні 300 років.

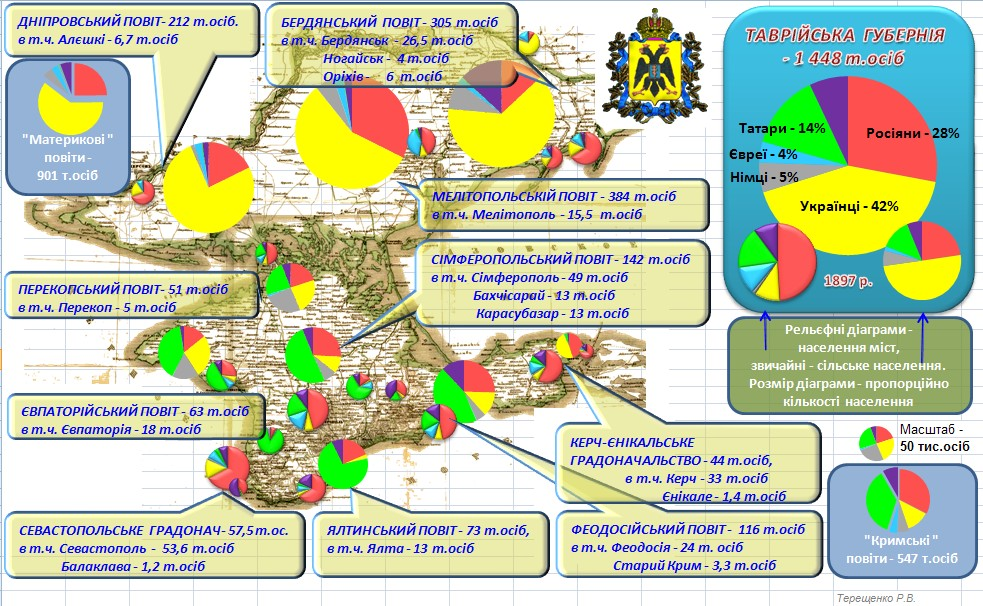
Населення Таврійської губернії згідно перепису 1897 року.

Динаміка національного складу Криму (з Севастополем) за даними переписів
|                 | 1897    | 1926    | 1939      | 1959      | 1970      | 1979      | 1989      | 2001      |
| росіяни         | 180 963 | 301 398 | 558 481   | 858 273   | 1 220 486 | 1 460 980 | 1 629 542 | 1 450 394 |
| українці        | 64 703  | 77 405  | 154 123   | 267 659   | 480 733   | 547 336   | 625 919   | 576 647   |
| кримські татари | 194 294 | 179 094 | 218 879   |           |           | 5 422     | 38 365    | 245 291   |
| татари          | 194 294 | 179 094 | 218 879   |           |           | 9 656     | 10 762    | 13 602    |
| азербайджанці   | 194 294 | 179 094 | 109       |           |           |           | 2 415     | 4 377     |
| німці           | 31 590  | 43 631  | 51 299    |           | 839       |           | 2 356     | 2 790     |
| євреї           | 24 168  | 39 921  | 65 452    | 26 374    | 24 653    | 22 597    | 17 731    | 5 531     |
| євреї кримські  | [ 28 ]  | 6 000   |           |           |           |           | 679       | 280       |
| греки           | 17 114  | 16 036  | 20 652    |           |           | 1 897     | 2 684     | 3 036     |
| вірмени         | 8 317   | 10 713  | 12 923    |           | 3 091     | 3 430     | 2 794     | 10 088    |
| болгари         | 7 450   | 11 377  | 15 344    |           | 1 398     |           | 2 186     | 2 282     |
| поляки          | 6 929   | 4 514   | 5 084     |           | 6 038     | 6 092     | 6 115     | 4 459     |
| караїми         | [ 28 ]  | 4 213   |           |           |           | 1 151     |           | 715       |
| естонці         | 2 176   | 2 084   | 1 900     |           |           |           |           | 674       |
| білоруси        | 2 058   | 3 842   | 6 726     | 21 672    | 39 739    | 43 214    | 50 054    | 35 157    |
| турки           | 1 787   | 209     | 268       |           |           |           |           | 1 091     |
| чехи            | 1 174   | 1 419   | 1 674     |           |           |           |           | 774       |
| цигани          | 944     | 649     | 2 064     |           |           |           |           | 1 905     |
| молдовани       | 272     | 556     | 1 483     |           | 3 456     |           | 6 609     | 4 562     |
| Усе населення   | 546 592 | 713 823 | 1 126 429 | 1 201 517 | 1 813 592 | 2 182 927 | 2 458 655 | 2 413 228 |

## Історія
На Кримському півострові відомі стоянки людини кам'яної доби. Крим був заселений людиною з часів раннього і середнього палеоліту (стоянки Кіїк-Коба — нижній шар, Вовчий грот, Старосіллівська стоянка, Чокурча, Шайтан-Коба). До пізнього палеоліту належать Сюренські стоянки, до епохи мезоліту — стоянки Фатьма-Коба, Мурзак-Коба.

Першими «літописними» народами Криму стали кімерійці і таври (від яких і антична назва півострова — Таврія, або Таврида), які мешкали відповідно у степовій і гірській частині півострова наприкінці II— першій половині І тис. до н. е.
У VII ст. до н. е. кімерійців з Північного Причорномор'я вигнали скіфи, а з III ст. до н. е. центр скіфської держави перемістився з Нижнього Дніпра до Центрального Криму, у Сімферополі розташоване стародавнє городище, відоме як Неаполь Скіфський — столиця Скіфського царства у Таврії. Також з VII ст. до н. е. на берегах Чорного моря почали з'являтися давньогрецькі колонії, найбільш відомими з яких у Криму є Херсонес Таврійський і Пантікапей, який з V ст. до н. е. об'єднав навколо себе інші грецькі поліси на берегах Керченської протоки у Боспорське царство. З кінця II ст. до н. е. у політичне життя Криму почав втручатися цар Понту Мітрідат VI, що завершилося підкоренням Боспору, але слідом за понтійцями прийшли римські війська — найбільш відомі залишки римської фортеці Харакс біля сучасного Ластівчиного гнізда.

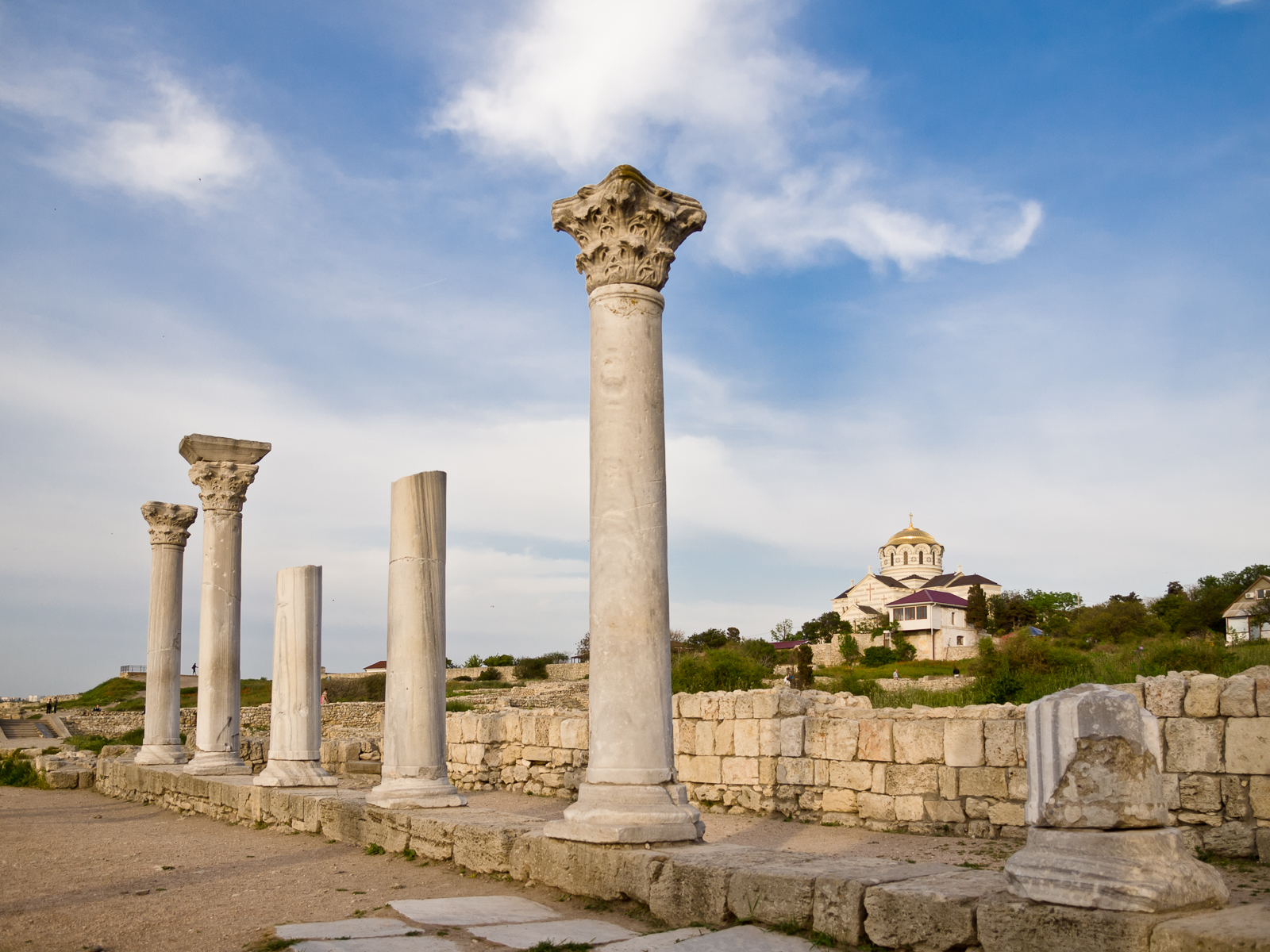
Руїни грецької колонії «Херсонес Таврійський»

Але невдовзі римські легіони під тиском варварів почали залишати прикордонні землі, а Кримом у III ст. оволоділи племена черняхівської культури на чолі з германцями-готами, які вигнали з кримських степів сарматські племена. У ці часи майже всі приморські античні міста зазнали значних руйнувань. Вже наступного століття територія сучасної України опинилась під владою гунів і розбиті ними готи вимушені були втікати на Дунай і просити захисту там у своїх колишніх ворогів римлян. Ці і викликані ними переміщення різних племен на захід, згодом отримали назву Великого переселення народів.
Після занепаду Римської імперії, Херсонес з округою і Пантікапей успадкувала Візантійська імперія. Після розпаду держави гунів через кримські степи пройшли орди аварів, тюрків (які у 581 р. обложили Херсонес), після чого Крим на деякий час став західною околицею Тюркського (Західнотюркського) каганату, а після його розпаду — володінням кочової Булгарської держави. У VII ст. булгар у Криму підкорили хозари.

### Період Київської Русі
З Х ст. інтерес до Причорномор'я стали проявляти Київські князі, які здійснювали на прибережні міста свої військові походи. Князь Володимир Святославич був хрещений саме у Херсонесі, після чого повернувся до Києва та охрестив киян у 988 році. Деякий час на берегах Керченської протоки існувало Тмутороканське князівство, яке було частиною Київської Русі. У степовій частині Криму в ці часи кочували печеніги, а пізніше половці (кипчаки).

### Кримське Ханство
У XIII ст. Крим, як і вся Південно-Східна Європа, зазнав татаро-монгольської навали, і тут було утворено Кримський юрт Золотої Орди. Кримські еміри дозволили італійцям заснувати свої торговельні колонії на узбережжі, найбільш відомими з яких стали Судак (Сугдея), Кафа, Чембало. У ці ж часи у передгір'ях Південного Криму сформувалось християнське князівство Феодоро з центром у фортеці Мангуп. 1441 р. за підтримки Великого князівства Литовського прихильника незалежності від Орди Хаджі І Герая було обрано кримським ханом, тож утворилось незалежне Кримське ханство.

### Період Османської імперії
У 1475 р. на півострові висадились османські війська, які оволоділи генуезькими колоніями, а також захопили князівство Феодоро, здобувши після довгої облоги його столицю Мангуп. Через 3 роки Кримське ханство вимушене було визнати себе васалом Османської імперії. Трохи пізніше почали поглиблюватись і кримсько-московські відносини: зокрема, 1480 р., московський князь Іван III звернувся до кримського хана Менглі І Герая, з пропозицією здійснити похід на «київські місця», що і було зроблено, а частину здобичі з пограбованого і зруйнованого татарами Києва було направлено до Москви. Надалі кримські набіги, на українські або московські землі відбувались неодноразово, захоплення полонених (ясира) і пограбування, стали важливою частиною економіки ханства поряд з сільським господарством.
У 1571 р. 40-тисячне кримське військо, захопило і спалило Москву, цар Іван IV «Грозний» втік зі своєї столиці, і зобов'язався сплачувати данину Криму (скасовану лише за Петра І).
У XVII ст. увага московських правителів звернулась до забезпечення виходів до морів, зокрема і до Чорного, було організовано декілька походів на Крим проти Османської імперії. Під час Прутського походу на чолі з Петром І у 1711 р., коли московське військо було оточене супротивником, на боці турків виступало і 70-тисячне військо кримського хана.

### Період Запорозької Січі
У період Запорозької Січі, були відомі морські походи запорозьких козаків на Крим, зокрема на чолі з отаманом Іваном Сірком.

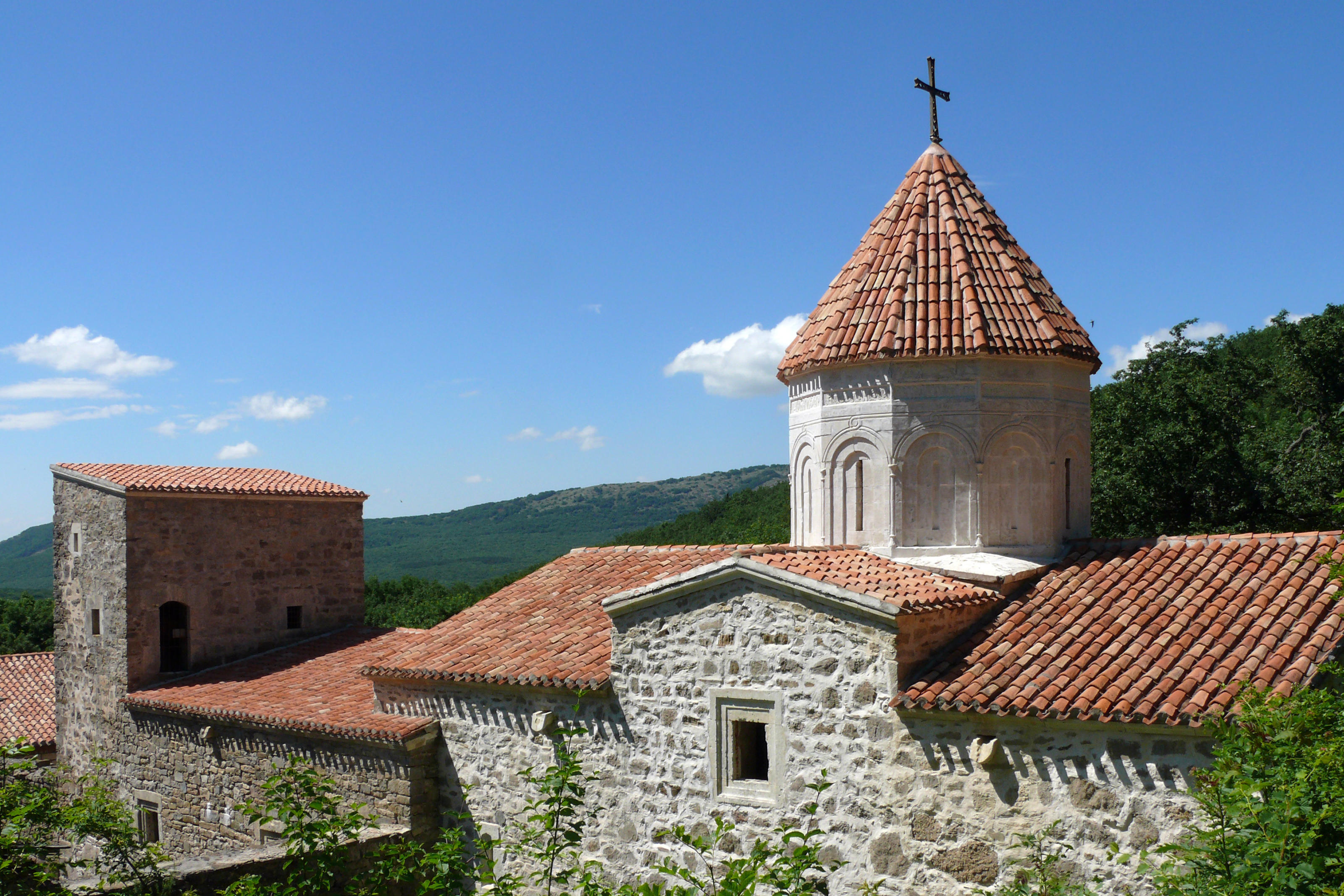
Монастирський комплекс Сурб-Хач, заснований у 1358

У роки Визвольної війни України проти Речі Посполитої, кримський хан виступив союзником Богдана Хмельницького, татарські кінні загони зіграли визначальну роль у перемогах козацького війська, особливо на першому етапі повстання.

### Період російської імперії

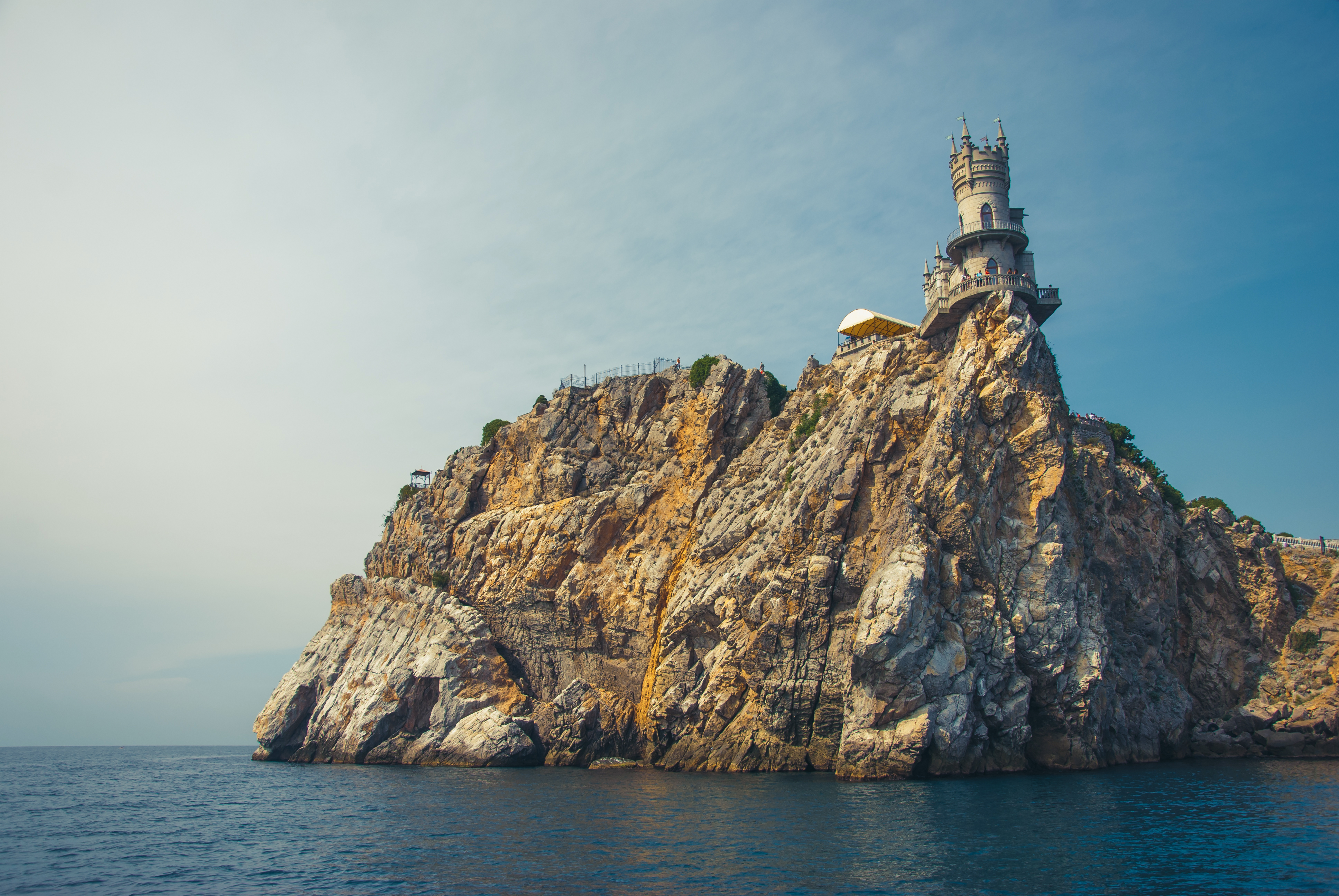
Палац «Ластівчине гніздо»

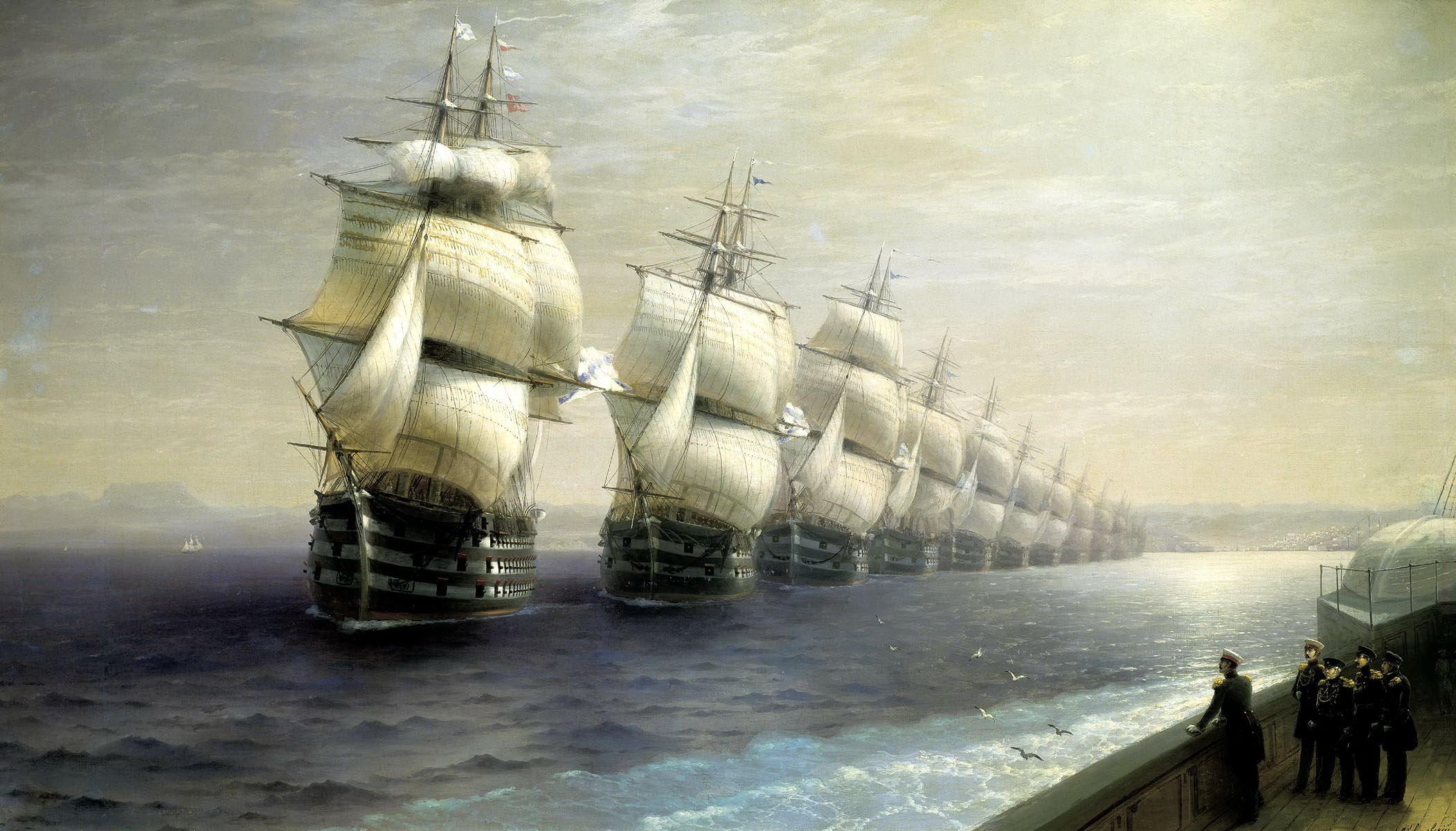
Огляд Чорноморського флоту у 1849

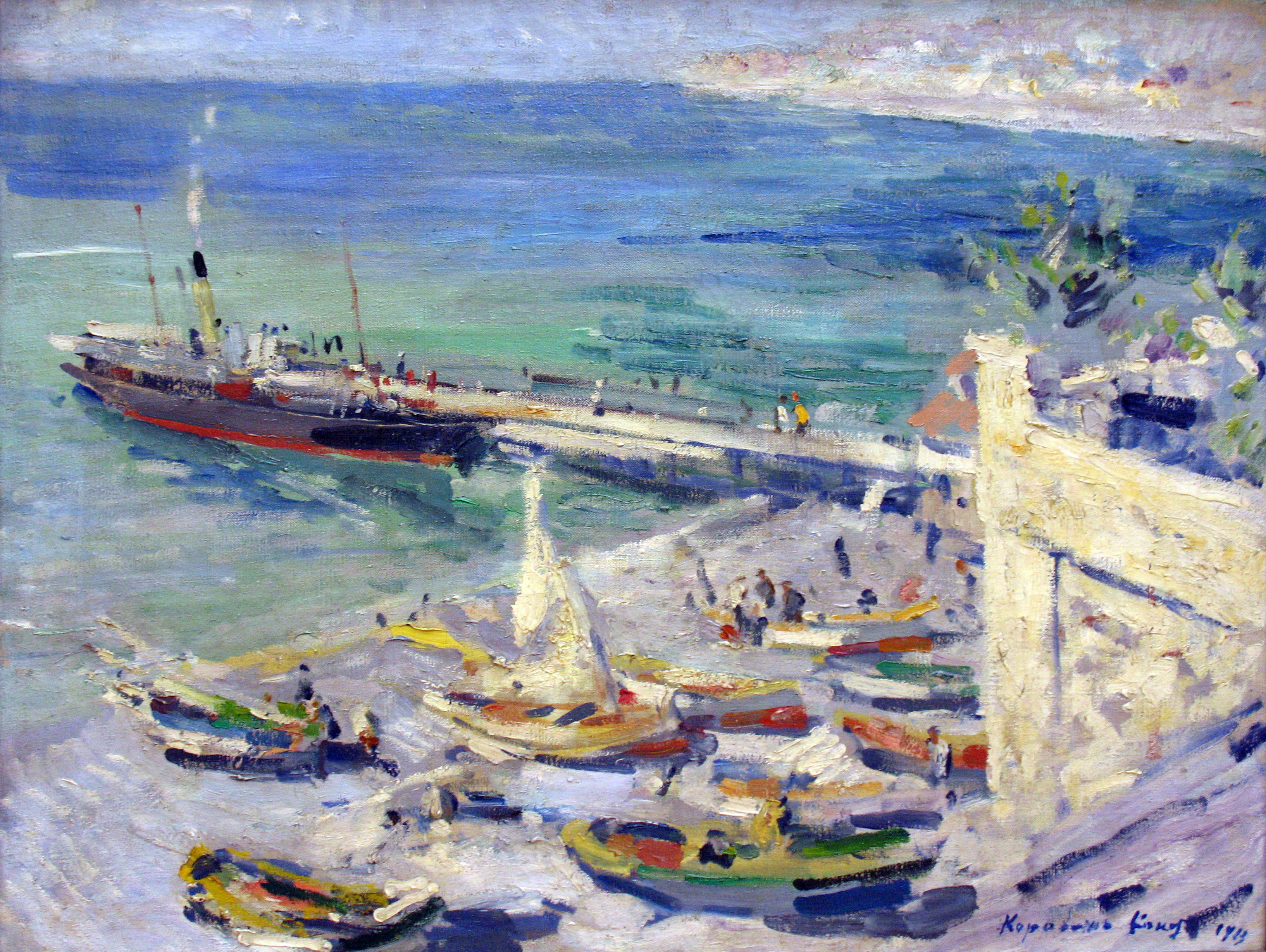
Костянтин Коровін, «Набережна в Криму», 1913, Третьяковська галерея

Російсько-турецька війна (1768—1774) закінчилася Кючук-Кайнарджійським мирним договором, згідно з яким Кримське ханство отримало незалежність від Османської імперії. Будучи номінально незалежним, фактично Кримське ханство потрапляло у все більшу залежність від Російської імперії, зокрема, тут розташовуються російські гарнізони. 1778 р. з Криму було примусово виселено на «материк» майже всіх християн, здебільшого греків і вірмен.
У 1783 Кримське ханство анексоване відповідно до маніфесту Катерини II та проголошено частиною Таврійської області. Більшість кримських татар (за оцінкою, близько 300 000 осіб) залишило батьківщину і переселилося в межі Османської імперії. У той же час царський уряд запровадив пільги для переселенців з півночі, намагаючись колонізувати і «росифікувати» півострів, але і на 1897 (перший всеросійський перепис населення) росіяни тут не становили більшості (а лише 33 %), а більшість все одно становили кримські татари (36 %). Українці становили 12 % населення Криму, німці — 6 %, євреї — 4 %, а греки — 3 %.

### Кримська Народна Республіка
З розпадом Російської імперії в 1917 на території півострова виникла Кримська Народна Республіка, яка, однак, вже у січні 1918 зазнала більшовицької навали.

### Українська Народна Республіка
У квітні 1918 Крим був зайнятий військами армії УНР на чолі з Петром Болбочаном.

### Під владою Німеччини
Внаслідок ультиматуму УНР з боку Німеччини опинився під владою німецького командування.

### Крим у складі РРФСР

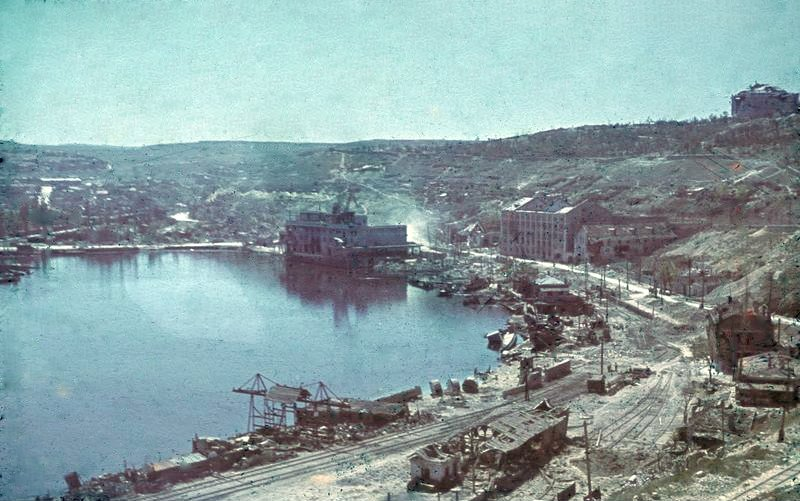
Бухта Севастополя після битви (липень 1942)

З відходом німецьких військ у 1919 Крим знову опиняється під окупацією більшовиків, у 1920 — під владою Армії Денікіна, а з 1921 (після вигнання залишків білогвардійців-врангелівців) — остаточно під владою більшовиків. 18 жовтня 1921 утворено Кримську Автономну Соціалістичну Радянську Республіку в складі РРФСР.
У 1941–1944 німецькі війська в ході Другої світової війни майже на три роки окупували півострів. Адольф Гітлер планував включити його безпосередньо до складу Третього Рейху як колишні землі германців-готів.
Після відвоювання Криму в 1944 році радянська влада депортує кримськотатарський народ, а також інші національні меншини (болгар, вірмен, греків тощо), після чого в 1945 скасовує статус автономної республіки. Надалі Крим входить до складу РРФСР як Кримська область, з якої в 1948 виведено Севастополь, що надалі отримує статус міста державного підпорядкування.
Таким чином, у складі РРФСР Крим перебував менше 30 років.

### Крим у складі України
До України (тоді — УРСР) Кримську область передали в 1954 році згідно з указом Президії Верховної Ради СРСР. Одночасно з Кримською областю до складу УРСР увійшов також і Севастополь, що закріпили в Конституції УРСР 1978 року. Передачу Кримської області й Севастополя до складу УРСР викликали гостра господарська потреба, сусідство з УРСР, зручність забезпечення півострова водою (будівництво Північно-Кримського каналу), електроенергією, продукцією з «материкової» частини УРСР, необхідність інтенсифікації повоєнної відбудови тощо.

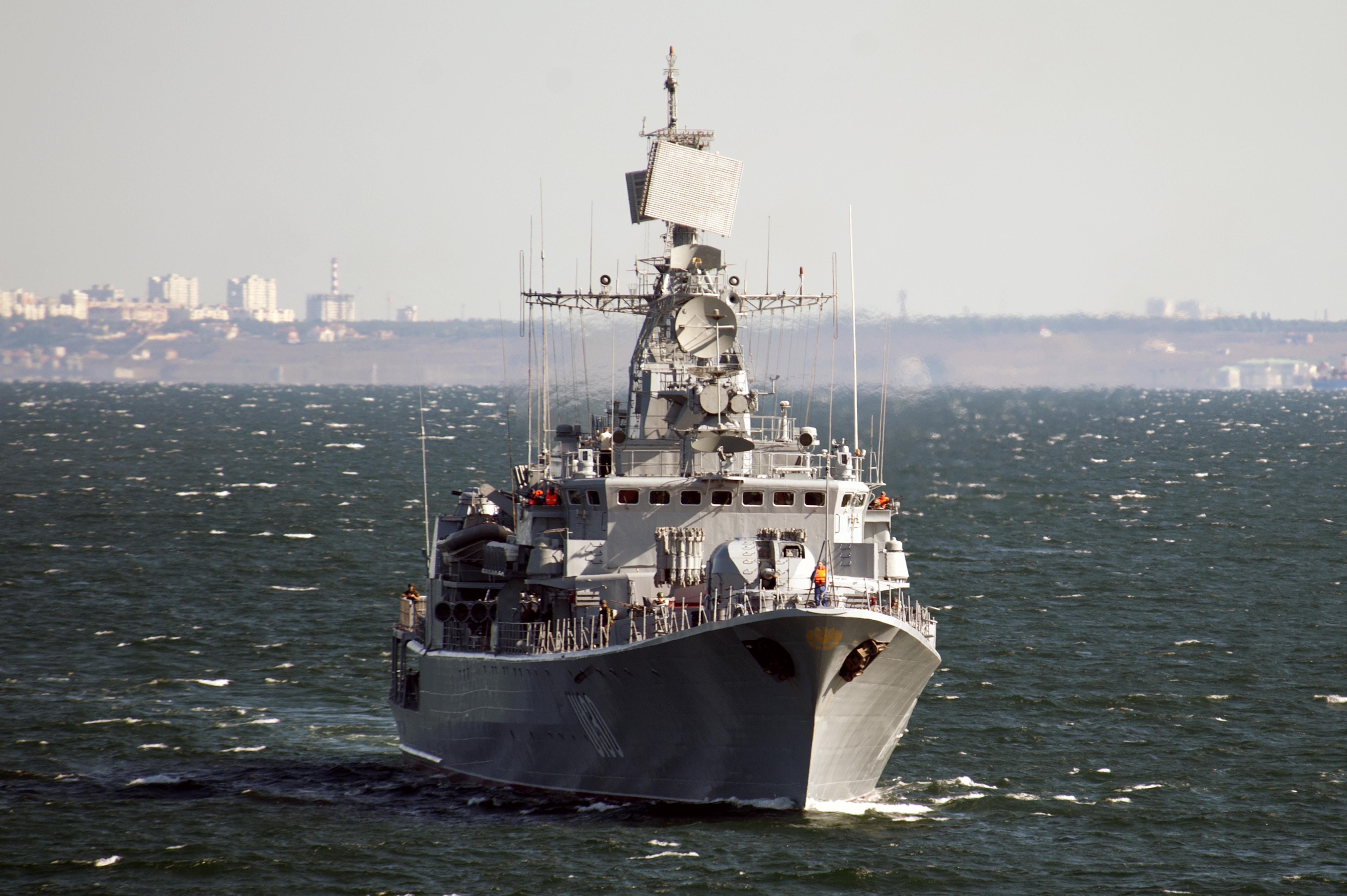
Фрегат «Гетьман Сагайдачний», флагман ВМС України

Незважаючи на передачу до складу УРСР, у Криму, як і в УРСР в цілому, продовжували політику зросійщення. Випускників навчальних закладів з російської глибинки скеровували працювати до Криму, а молодих фахівців-українців переважно відправляли на роботу в інші області СРСР.
20 січня 1991 року на хвилі перебудови у Кримській області відбувся референдум, за підсумками якого Криму було повернено статус автономної республіки, тоді як Севастополь зберігав статус міста центрального підпорядкування. Невдовзі після проголошення Незалежності України, яка стала правонаступницею УРСР, 4 вересня 1991 Верховна Рада Автономної Республіки Крим «прагнучи створити правову демократичну державу у складі України» проголосила суверенітет. Проте, мешканці Кримського півострова брали участь у Всеукраїнському референдумі 1991, на території автономії Акт проголошення незалежності України підтвердили 54,19 % громадян, в Севастополі — 57,07 %.
5 травня 1992 року проросійська кримська влада здійснила першу спробу відокремлення від України, прийнявши «Акт про проголошення державної незалежності Республіки Крим» у межах усього Кримського півострова та призначивши проведення референдуму. 13 травня 1992 року Верховна Рада України визнала цей акт таким, що суперечить Конституції України, а 21 травня його скасувала й Верховна рада Криму.
Наступну спробу відділення від України здійснили 1994 року за часів «Президента Республіки Крим» Юрія Мєшкова (1994—1995), коли Парламент Криму прийняв постанову «Про відновлення конституційних основ державності Республіки Крим», що повертала в дію Конституцію Криму в редакції від 6 травня 1992 року, згідно з якою, зокрема, «Республіка Крим входить у державу Україна і визначає з нею свої стосунки на основі Договору і угод», а також «самостійно вступає у стосунки з іншими державами та організаціями». Цю постанову скасувала Верховна рада України 18 травня 1995 року.

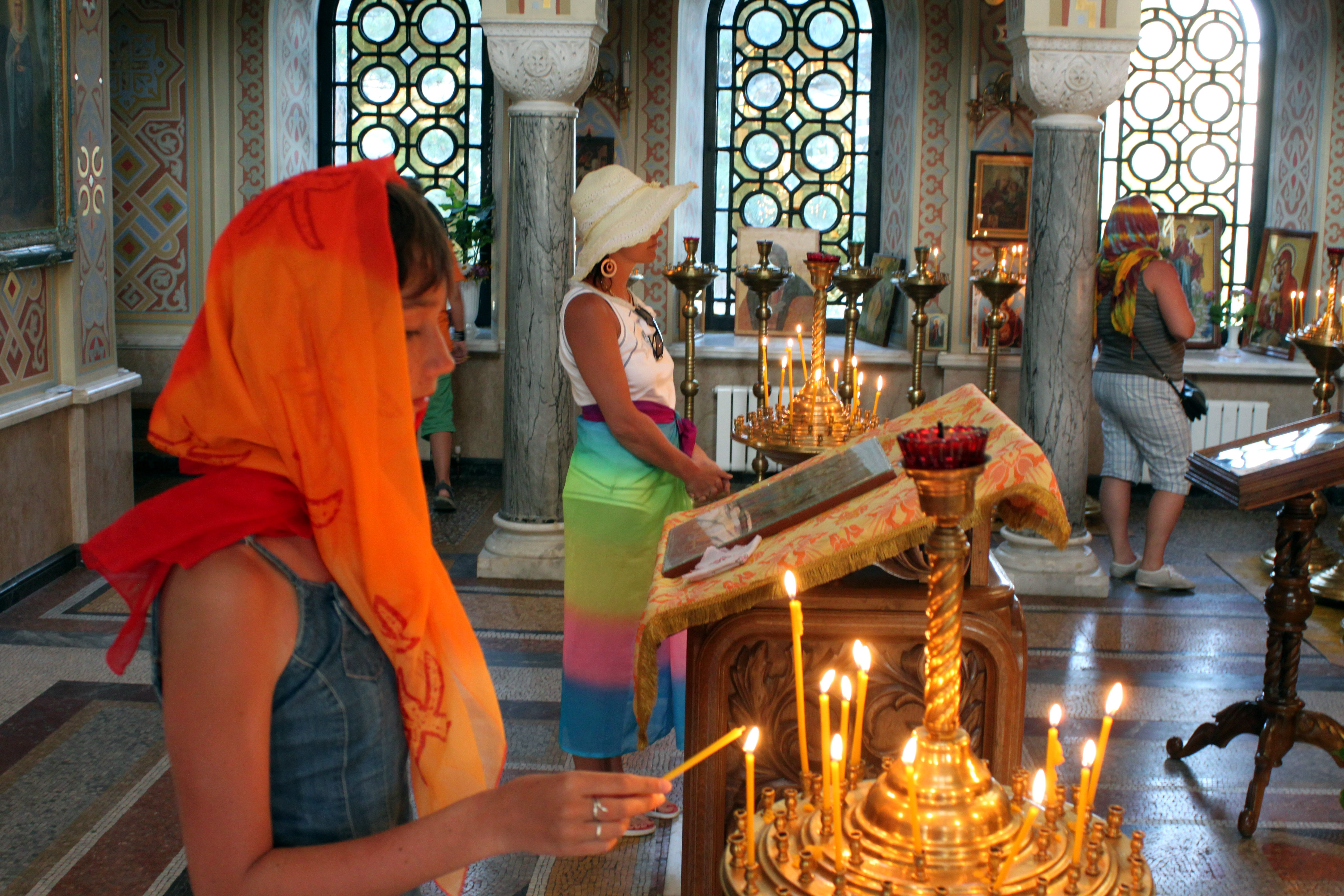
Церква Воскресіння Христового (Форос), як і більшість церков регіону, належить УПЦ МП (РПЦвУ).

5 грудня 1994 року — підписано Будапештський меморандум між Україною, США, Великою Британією та Російською Федерацією
про неядерний статус України. Угода містить пункти, котрі надають гарантії суверенітету та безпеки Україні з боку країн-підписантів.
У березні 1995 року скасували посаду Президента Криму. Офіційною причиною цього стала необхідність «приведення Конституції і законів Автономної Республіки Крим у відповідність з Конституцією і законами України з метою забезпечення верховенства Конституції і законів України на всій її території та захисту державного суверенітету України».

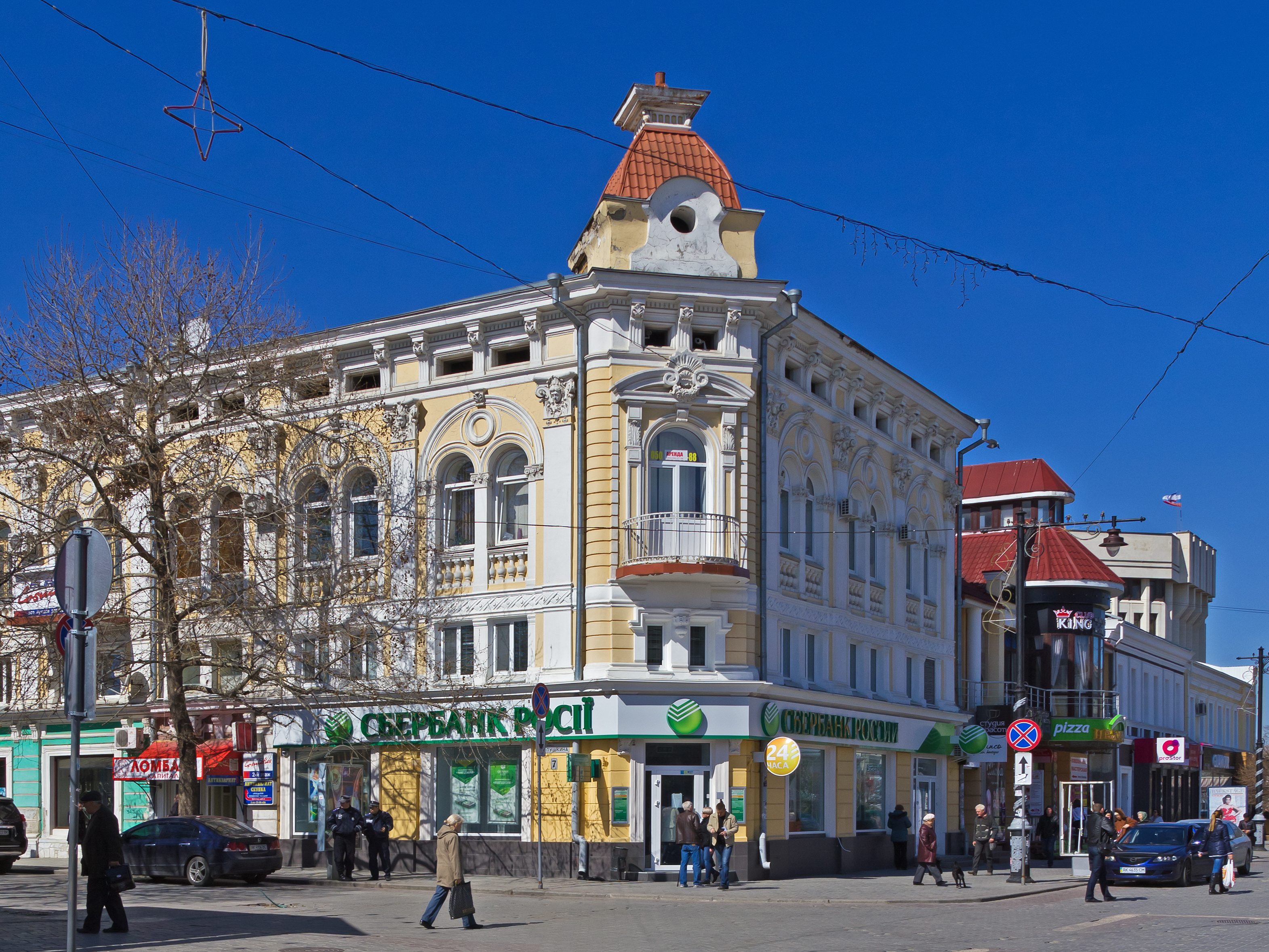
Сімферополь, 2014 рік

30—31 травня 1997 року Л. Кучма та Б. Єльцин у Києві підписали Великий україно-російський договір про дружбу, співробітництво і партнерство — приймається «нульовий» варіант щодо боргів і власності СРСР за кордоном, поділено бухти Севастополя для базування флотів: в України — Стрілецька, у Росії — Карантинна, Південна і Північна в оренді на 20 (+5) років.
Сепаратистські настрої в Криму спостерігали і протягом 2000-х років. На імовірність конфлікту в Криму, що вийде за межі регіонального, вказували деякі вчені. Втім після приходу до влади Януковича українські політологи відзначали послаблення сепаратистського руху.

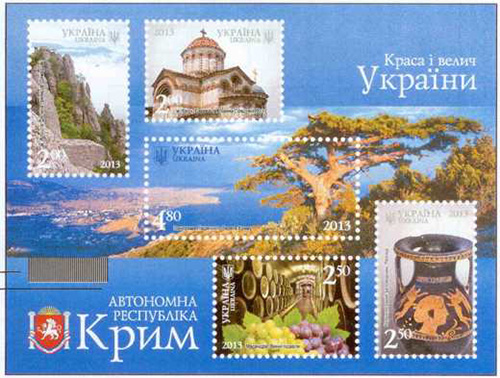
Блок «Краса і велич України. Автономна республіка Крим» з 5 марок: «м. Алушта. Долина привидів (Демерджі)»; «м. Керч. Церква св. Іоанна Предтечі, X ст.»; «Панорама Південного берега Криму»; «Масандра. Винні підвали»; «Керченський заповідник. Пеліка»

21 квітня 2010 президенти Російської Федерації Дмитро Медведєв та України Віктор Янукович підписали Харківські угоди щодо продовження терміну оренди пунктів базування Чорноморського флоту Російської Федерації в Криму на 25 років (після 2017 року) з можливістю його продовження ще на 5 років — до 2042—2047 років. 27 квітня 2010 Державна Дума Російської Федерації і Верховна Рада України ратифікували угоду. Російська Федерація, після початку тимчасової окупації АР Крим і Севастополя, 31 березня 2014 року розірвала Харківські угоди в однобічному порядку.
Сепаратистські настрої, керовані з Російської Федерації, відновилися у Криму під час акцій протесту в Києві у грудні 2013-лютому 2014. На цей час Російська Федерація створила у Криму потужну агентурну мережу, готову в будь-який час розпалити обстановку на півострові. Зокрема, 4 лютого 2014 Президія Верховної Ради Криму ухвалила рішення розглянути парламентом автономії питання зміни Конституції Криму та просити у Росії гарантій прав для жителів півострова
Загалом у складі УРСР та її правонаступниці України Крим станом на 2014 рік перебував уже 60 років. За оцінками першого Президента України Л. Кравчука лише за роки незалежності з 1991 р. Україна вклала в Крим близько 100 млрд дол. США

### Крим під окупацією Російської Федерації
16 березня 2014 р. — військовими Російської Федерації в тимчасово окупованому Криму було проведено незаконний «референдум» про від'єднання від України і всупереч міжнародному праву 18 березня Крим з ініціативи президента Російської Федерації Путіна було анексовано Росією. Ані так званий «референдум», ані анексія Криму до Росії, у світі не були визнані (за винятком декількох країн, залежних від РФ, наприклад, Науру).
15 вересня 2015 року Верховна Рада на пропозицію Уряду встановила, що датою початку тимчасової окупації Криму є 20 лютого 2014 року. За будь-яких розкладів, включно з імовірним звільненням території від окупантів, за чинної станом на 2017-й рік української влади, кримським татарам планувалося надання ширшої автономії замість українізації півострову. Окрім гуманітарних проблем наслідком окупації стали проблеми нестачі води.
З п'ять років РФ переселила до Криму 140 тисяч російських громадян, тим самим підвищуючи кількість прибічників анексії на півострові.

### Деокупація Криму Україною
18 травня 2023 року президент України Зеленський затвердив склад ради з питань деокупації та реінтеграції Криму та Севастополя. Секретар ради — постійний представник президента в АР Крим Таміла Ташева.

#### Резолюції ООН щодо Криму
- Резолюція Генеральної Асамблеї ООН про територіальну цілісність України
- Резолюція ГА ООН «Ситуація з правами людини в АРК та Севастополі, Україна» (2017)
- Резолюція ГА ООН «Ситуація з правами людини в АРК та Севастополі, Україна» (2018)
- Резолюція ГА ООН «Ситуація з правами людини в АРК та Севастополі, Україна»
- Резолюція ГА ООН «Проблема мілітаризації АР Крим та м. Севастополь (Україна), а також частин Чорного і Азовського морів»

## Крим у живописі

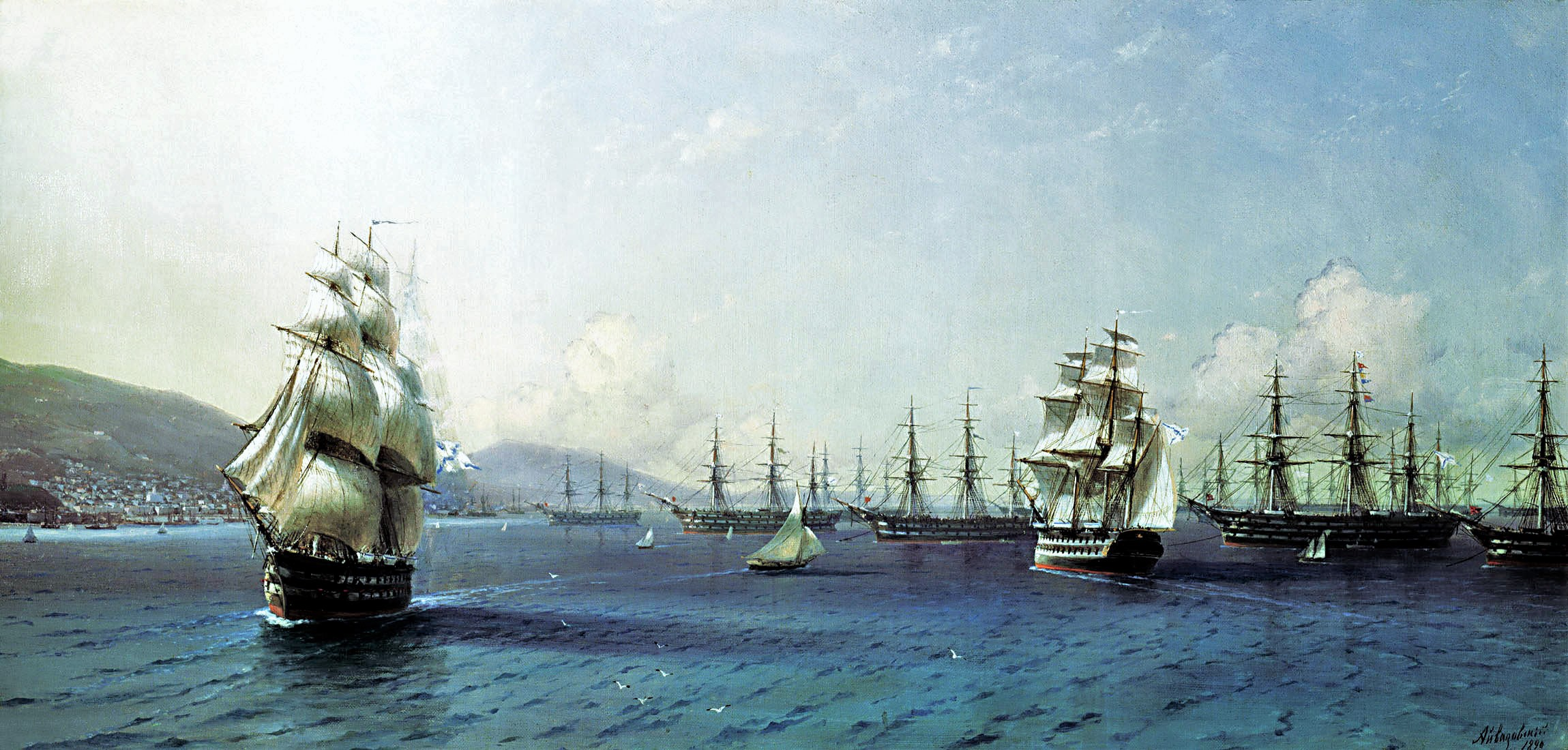
Іван Айвазовський. Флот у Феодосії.
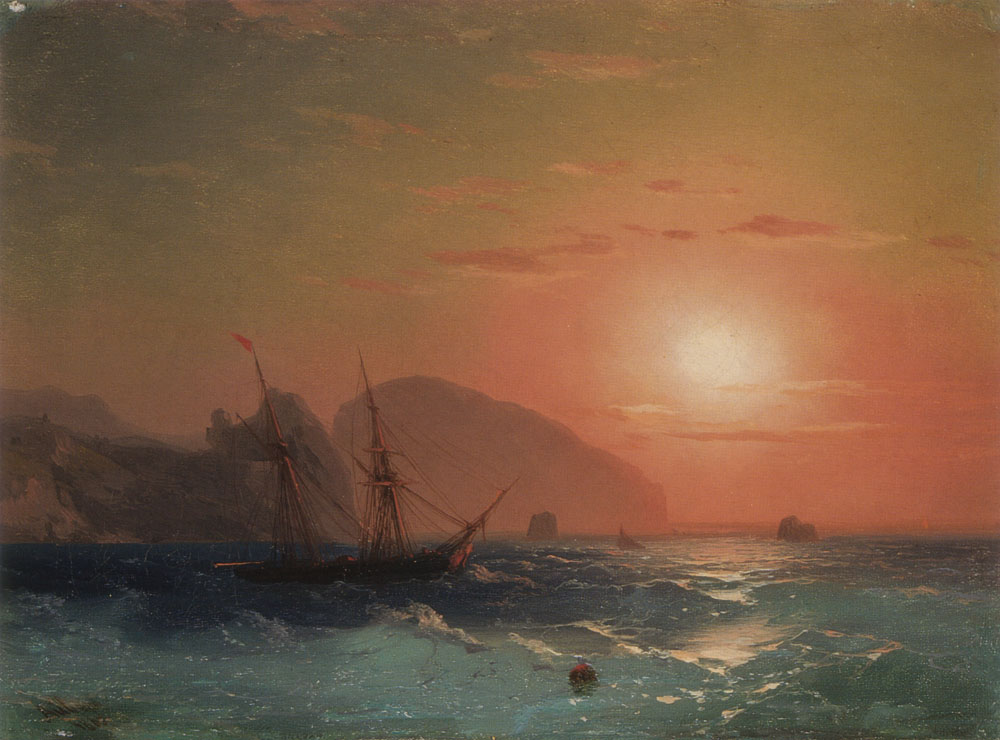
Іван Айвазовський. Краєвид Аю-Дагу.
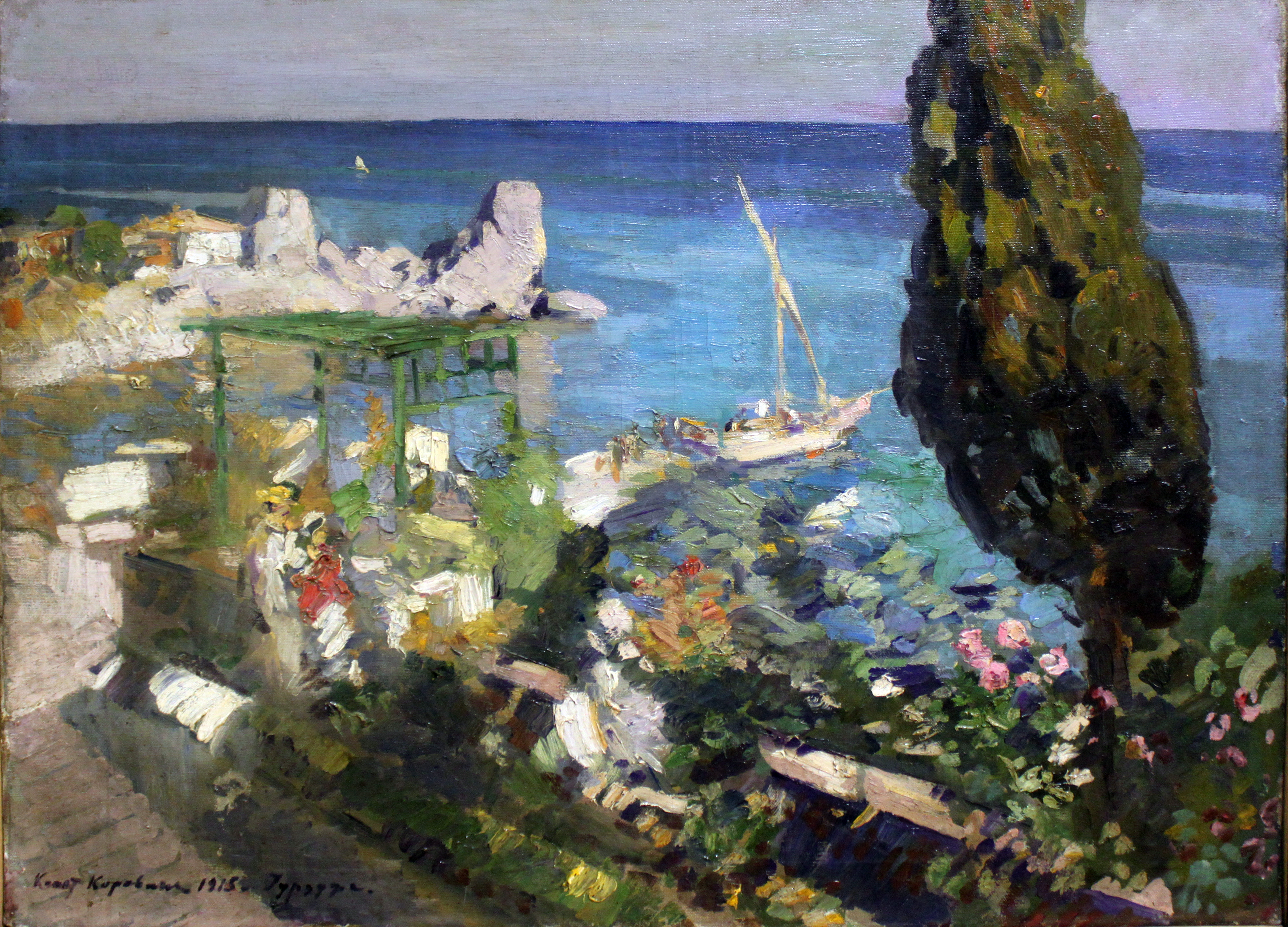
Костянтин Коровін. Гурзуф. 1913
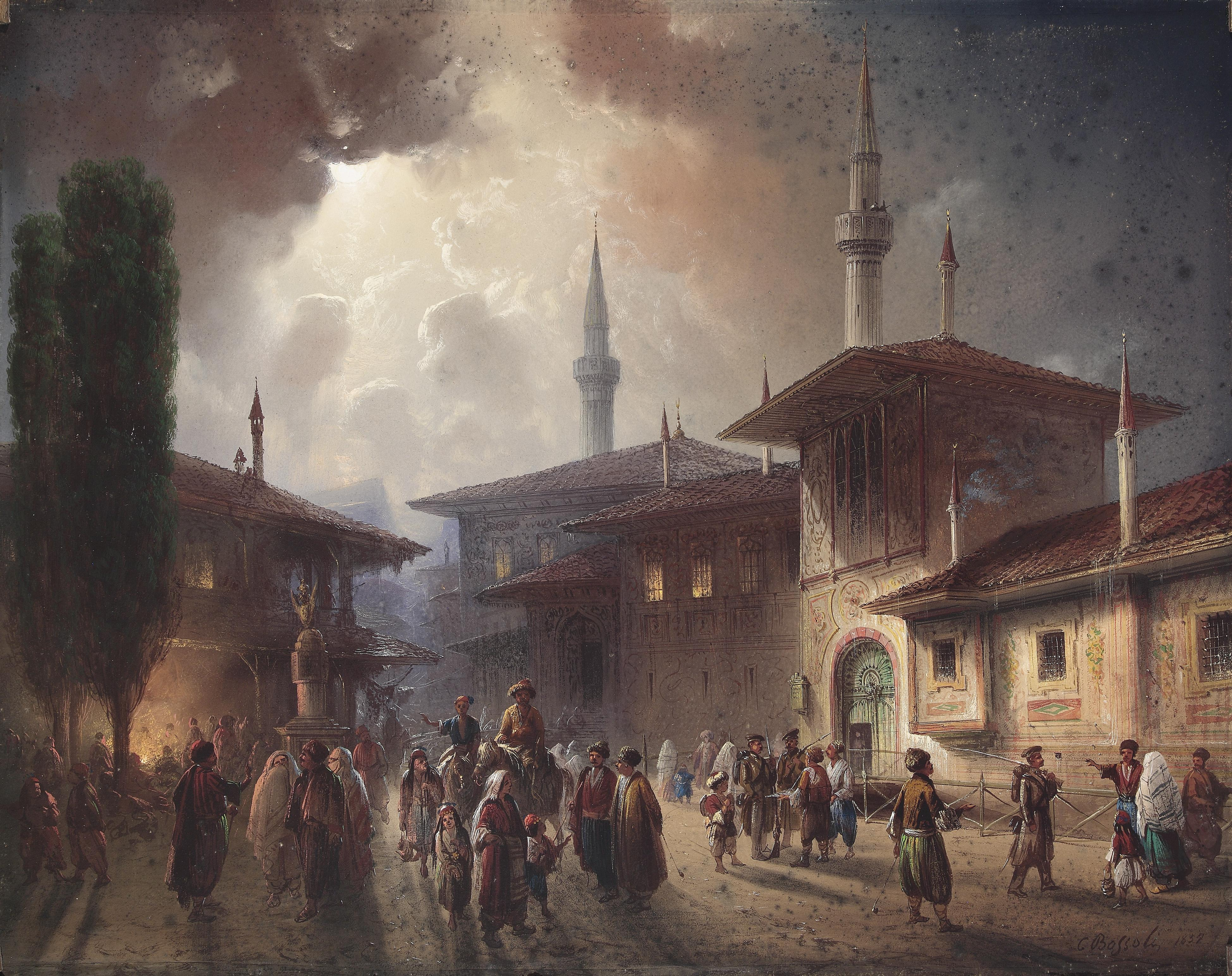
Карло Боссолі. Бахчисарай. 1857
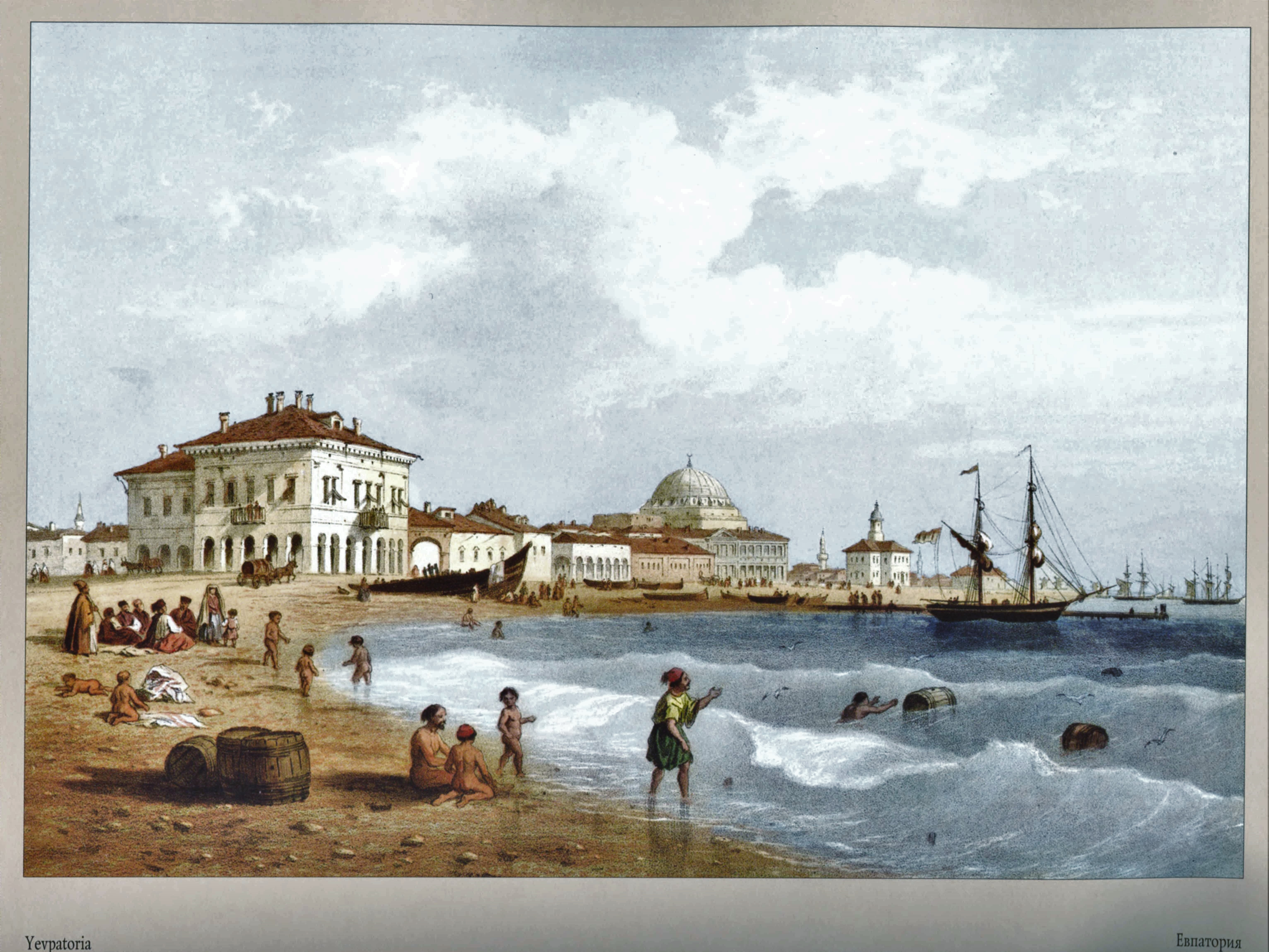
Карло Боссолі. Євпаторія
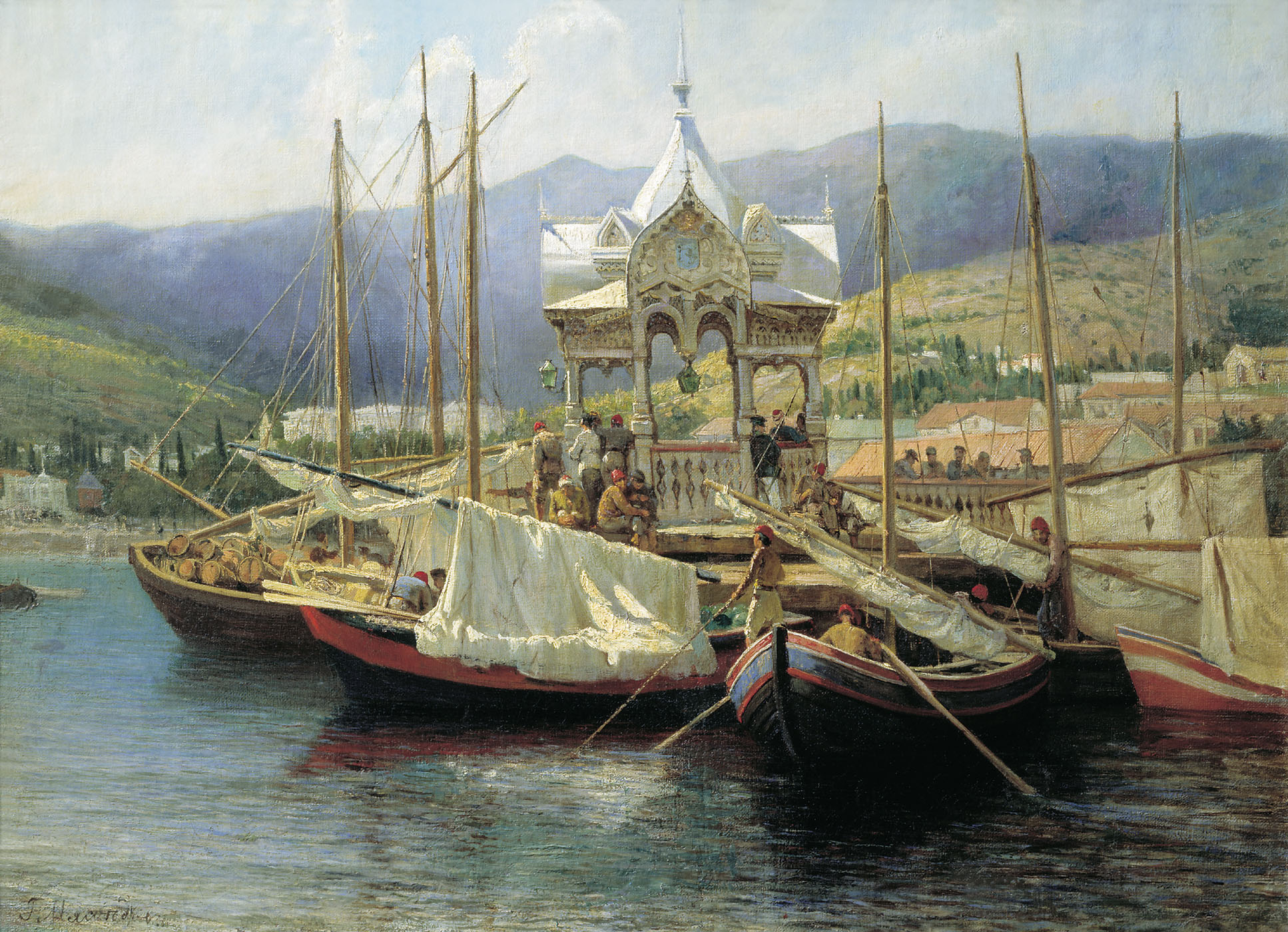
Г. Г. Мясоєдов. Порт в Ялті. 1890
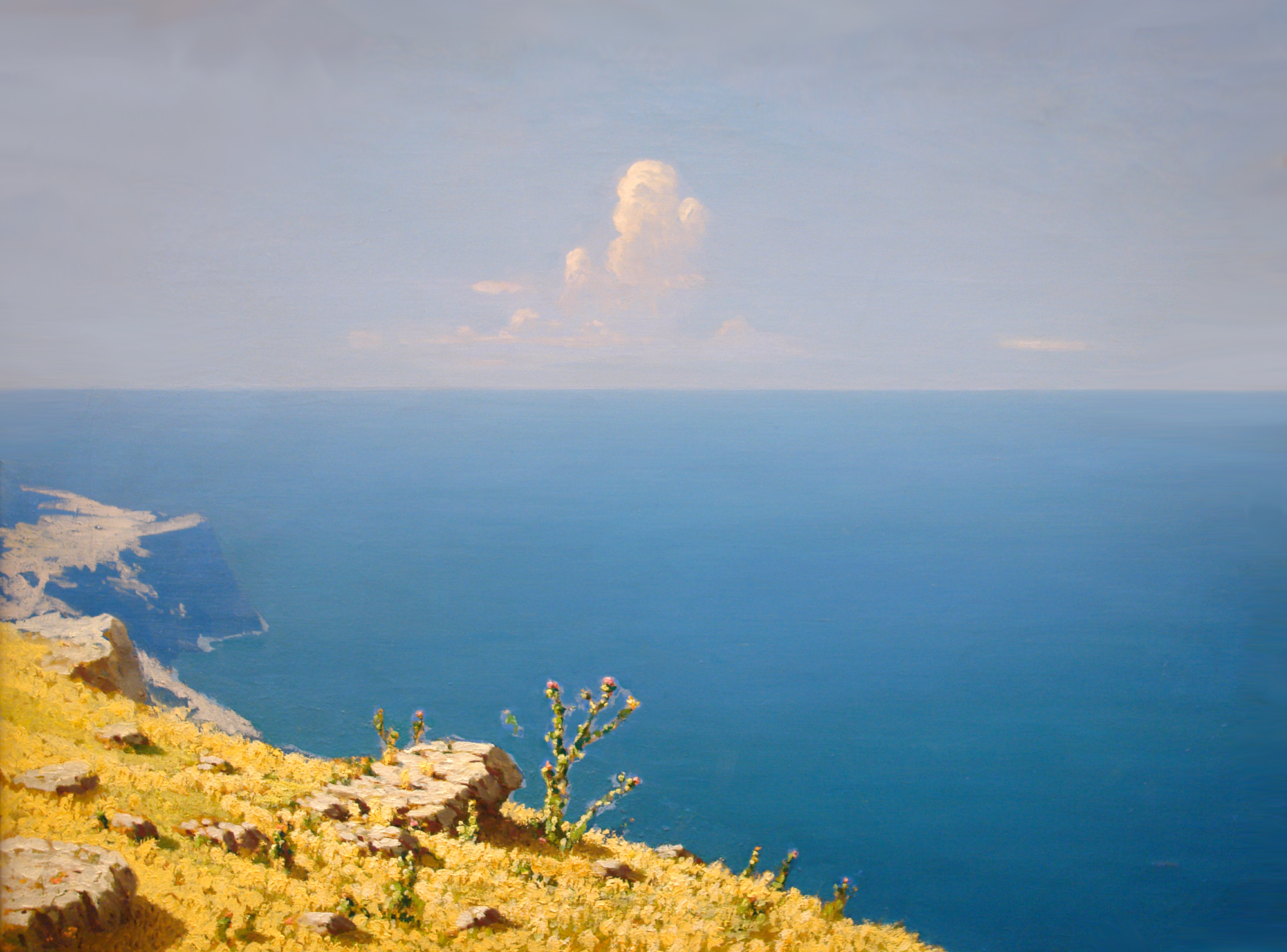
А. І. Куїнджі. Море. Крим. 1898—1908

## Крим в астрономії
На честь давньої назви півострова названо астероїд 814 Таврида (лат. Tauris), а на честь нинішньої назви — 1140 Крим (лат. Crimea). Вони були відкриті астрономом Григорієм Неуйміним у Сімеїзькій обсерваторії 2 січня 1916 року і 30 грудня 1929 року відповідно.

## Виноградарство в Криму

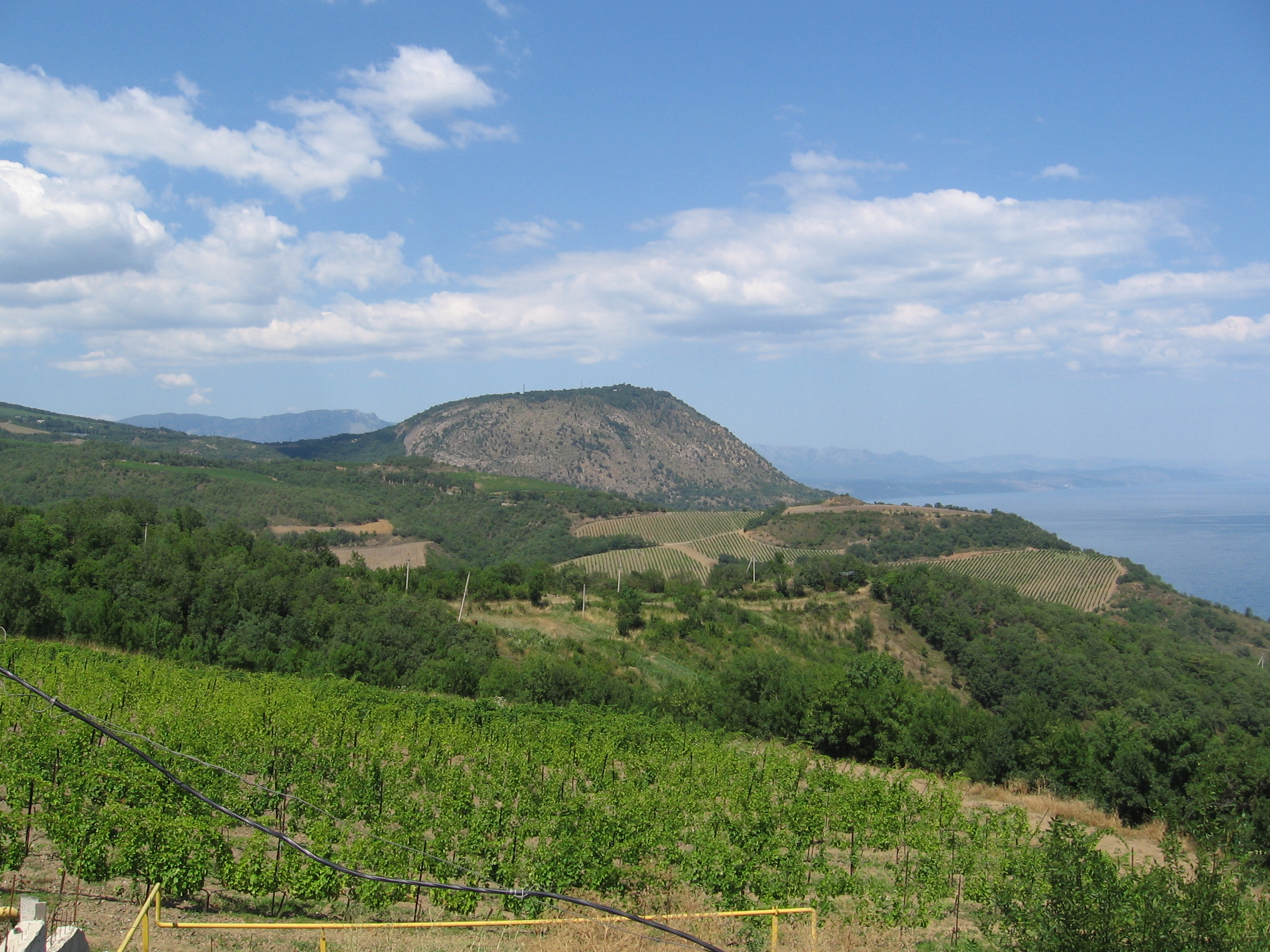
Кастель, Кримські гори

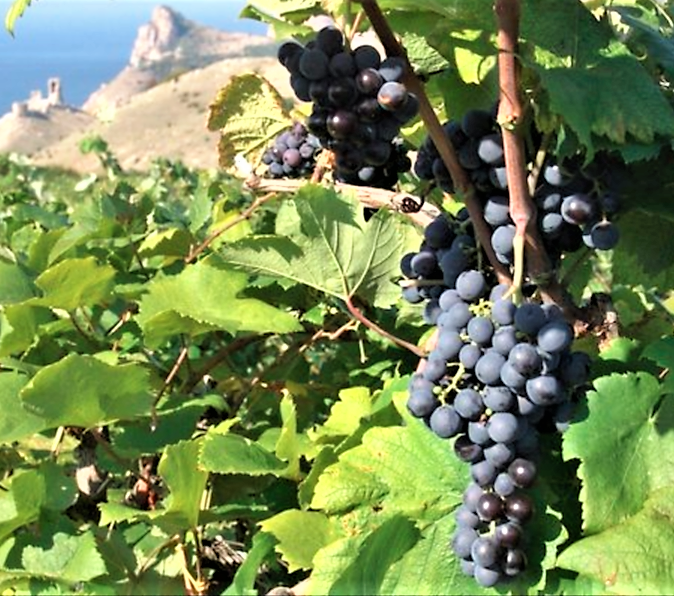
Екім Кара (сорт винограду)

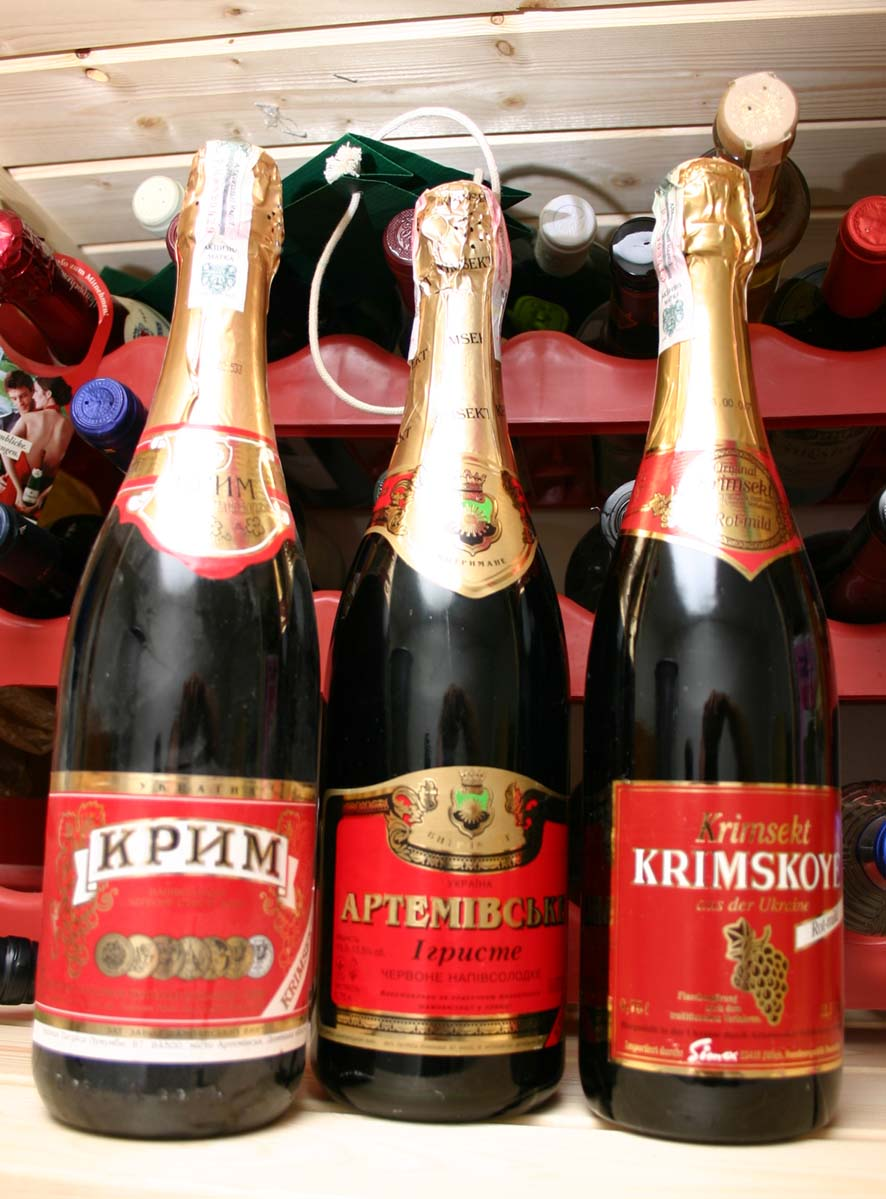
Кримське ігристе вино

Виноградарство вже в 4 столітті до н.е. Експлуатувався в Криму давньогрецькими колоністами. В XI столітті православні монахи запровадили виноградарство в більш північних районах навколо Київa. У середні віки генуезці, які тоді були колоніальними власниками Судака, торгували кримськими винами по всій Європі. За Катерини II (1729–1796) Кримський півострів увійшов до складу Російської імперії в 1783 році. Культивував її Потьомкін Григорій Олександрович, якому протегувала Катерина, а також розвивав виноградарство. Граф імпортував виноград з Італії, Іспанії та Франції, кліматичні умови яких були схожі на кримські. Грунт навколо міста Судак особливо родючий. Саме тут знаходиться Сонячна Долина, яка має 300 сонячних днів на рік і розташована на схід від міста, і має однойменний винзавод.
Великий внесок у російське виноградарство вніс німецький вчений Петер Симон Паллас, який заснував великі винні плантації в районі Судака і першим докладно описав близько 35 місцевих сортів винограду. На той час Катерина II привезла його в країну як визнаного знавця в галузі природничих досліджень і географії. У 1804 році він відкрив першу виноробну школу в Судаку-Феодосії. Михайло Воронцов побудував велику виноробню поблизу Ялти у 1820 році. Інститут виноградарства Магарача був заснований у 1828 році. Після Кримської війни Лев Голіцин виростив перше «шампанське» (кримське шампанське) у своєму маєтку Новий Світ під Ялтою. Виноробний завод «Массандра» був заснований за царя Миколи II (1868–1918).
У 2014 році Крим, другий за величиною виноробний регіон країни, який охоплював 31 тис. га виноградників, був анексований Росією в результаті російсько-української війни.

### Див. Також
- Тема дня - "Черный доктор" Подарцев Александр Сергеевич специалист по маркетингу ОАО "Солнечная Долина"
- Виноробство в Криму
- Виноробний комбінат «Масандра»
- Інститут виноградарства і виноробства «Магарач»
- Завод шампанських вин «Новий Світ»
- Кефесія
- Чорний доктор
- Виноробство в Україні
- Виноградарство в Україні
- Виноробство